# Mercedes-Benz na Fórmula 1
A Mercedes-Benz, por meio da Mercedes-Benz Grand Prix Limited, está atualmente envolvida na Fórmula 1 como equipe e construtor sob o nome Mercedes-AMG Petronas Formula One Team. A equipe está sediada em Brackley, Northamptonshire, Reino Unido e compete sob uma licença alemã. A Mercedes-Benz competiu no Campeonato Europeu pré-Segunda Guerra Mundial vencendo três títulos e estreou na Fórmula 1 em 1954, após vencer sua corrida de estreia, no GP da França de 1954, o piloto Juan Manuel Fangio ganhou mais três Grandes Prêmios e conquistou o Campeonato de Pilotos de 1954 e repetiu esse sucesso na temporada de 1955. A equipe também é conhecida pelo apelido "Flechas de Prata".
No entanto, apesar de ter vencido dois Campeonatos de Pilotos (o Campeonato de Construtores não era disputado na época), a Mercedes-Benz se retirou do automobilismo devido a tragédia ocorrida nas 24 Horas de Le Mans em 1955, e não retornou à Fórmula 1 até 1994, quando se uniu como fornecedor de motores em parceria com a Ilmor, uma empresa britânica independente de engenharia automobilística de alto desempenho, posteriormente a Mercedes adquiriu 25% da Ilmor no decorrer daquele ano. A montadora alemã retornou para a categoria como equipe própria somente na temporada de 2010, quando após quinze anos de parceria com a McLaren, a Mercedes (através da sua proprietária Daimler AG), em parceria com a Aabar Investments, chegou a um acordo, em 16 de novembro de 2009, para adquirir uma participação de 75,1% (Daimler: 45,1%; Aabar: 30%) da então Brawn, que acabara de conquistar o mundial de construtores e piloto em 2009, sua única temporada. Ross Brawn foi mantido em suas funções como chefe de equipe e a equipe manteve sua base e força de trabalho em Brackley, perto da fábrica de motores de Fórmula 1 da Mercedes-Benz (anteriormente Ilmor Engineering) em Brixworth. Antes do início da temporada de 2011, em fevereiro, a Daimler e a Aabar compraram os 24,9% restantes pertencentes à gerência da equipe. Em janeiro de 2013, Toto Wolff se tornou diretor executivo da equipe Mercedes, além de ingressar na equipe como sócio-gerente, ele também adquiriu 30% da Mercedes-Benz Grand Prix Ltd, com outros 10% ficando com Niki Lauda, presidente do conselho, e os demais 60% detidos pela Daimler. As ações pertencentes a Lauda retornaram para a Daimler após sua morte. Em 2020, a Daimler vendeu uma participação na equipe para a Ineos e Wolff. Com isso, cada um dos três acionistas atualmente detém um terço (33,3%) das ações do time.
A Mercedes se tornou uma das equipes mais bem sucedidas da história da Fórmula 1, tendo conquistado consecutivos campeonatos de pilotos e construtores entre 2014 e 2020. Em 2014, a Mercedes conseguiu onze dobradinhas batendo o recorde de dez da McLaren em 1988, no ano seguinte, conquistou os dois primeiros lugares no pódio em doze corridas. A Mercedes também acumulou dezesseis vitórias nas temporadas de 2014 e de 2015, quebrando os recordes da McLaren (1988) e da Ferrari (2002, 2004) com quinze. Em 2016, eles aumentaram esse recorde para dezenove vitórias. Além de sua equipe de fábrica, a Mercedes atualmente fornece motores para a Aston Martin, McLaren e Williams. Como fornecedora de motores, a fabricante conquistou mais de 160 vitórias e está classificada em quarto lugar na história da Fórmula 1. Nove Campeonatos de Construtores e treze de Pilotos foram ganhos com motores Mercedes-Benz.

## História

### Corridas de Grande Prêmio antes da Fórmula 1 (década de 1930)
A Mercedes-Benz competiu anteriormente em corridas de automóveis de Grande Prêmio na década de 1930, quando as "Flechas de Prata" dominaram as corridas ao lado dos rivais Auto Union. Ambas as equipes foram fortemente financiadas pelo regime nazista, vencendo todos os Campeonatos Europeus de Grande Prêmio após 1934, dos quais Rudolf Caracciola venceu três pela Mercedes-Benz.

### Daimler-Benz AG (1954–1955)

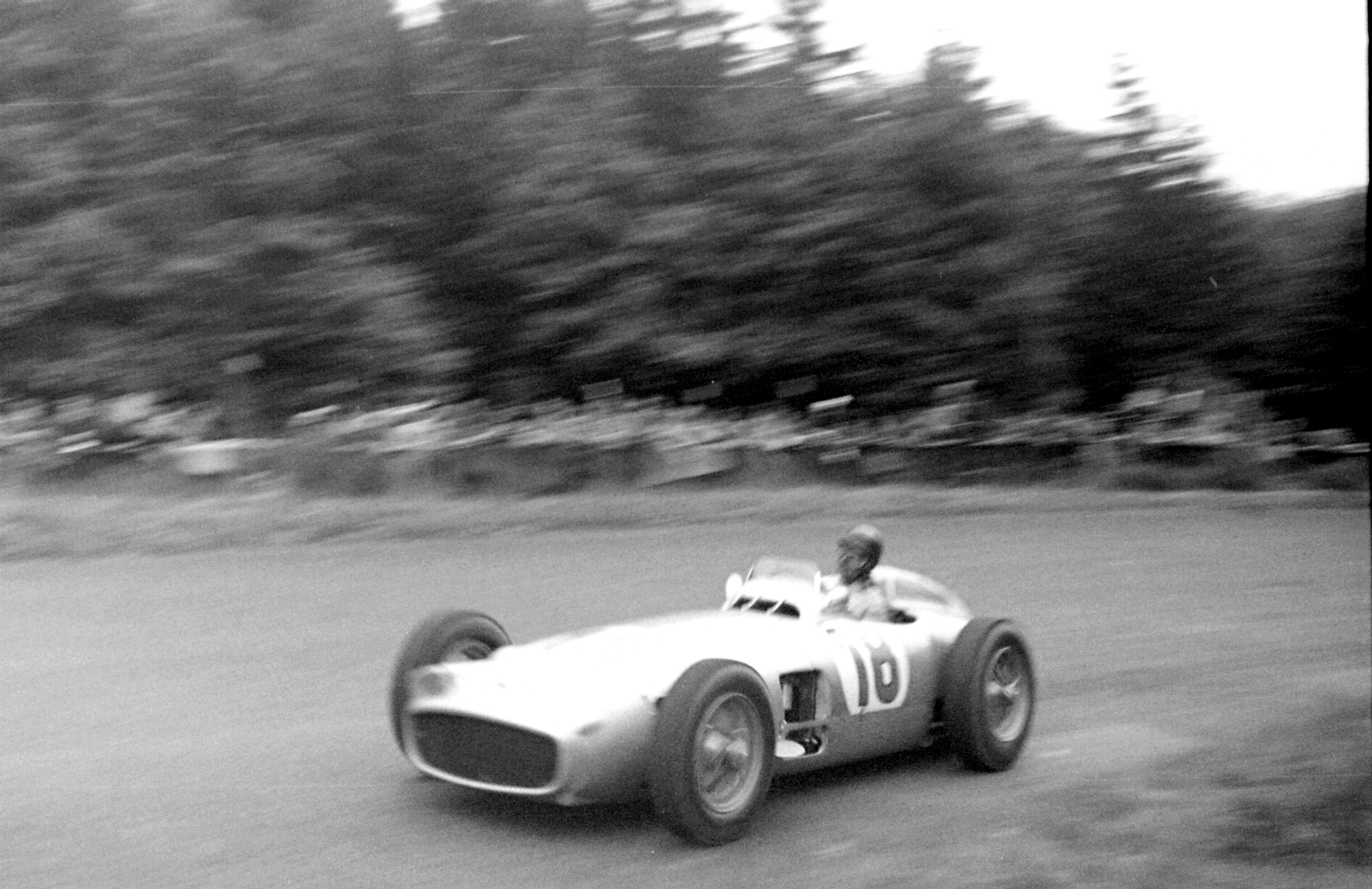
Juan Manuel Fangio ao volante do W196 em Nürburgring durante o Grande Prêmio da Alemanha de 1954

Em 1954, a Mercedes-Benz retornou ao que agora era conhecido como Fórmula 1 (um Campeonato Mundial tendo sido estabelecido em 1950) sob a liderança de Alfred Neubauer, usando o tecnologicamente avançado Mercedes-Benz W196. O carro foi executado tanto na configuração convencional de rodas abertas quanto em uma forma aerodinâmica, que apresentava rodas cobertas e carroceria mais larga. Juan Manuel Fangio, o campeão de 1951, foi transferido no meio da temporada da Maserati para a Mercedes-Benz para sua estreia no Grande Prêmio da França em 4 de julho de 1954. A equipe teve sucesso imediato e registrou uma vitória de Fangio e o segundo lugar com Karl Kling, bem como a volta mais rápida (Hans Herrmann). Fangio venceu mais três corridas em 1954, vencendo o campeonato.
O sucesso continuou na temporada de 1955, com a Mercedes-Benz desenvolvendo o W196 ao longo do ano. A Mercedes-Benz novamente dominou a temporada, com Fangio vencendo quatro corridas, e seu novo companheiro de equipe Stirling Moss vencendo o Grande Prêmio da Grã-Bretanha. Fangio e Moss terminaram em primeiro e segundo lugar no campeonato daquele ano. O desastre de 1955 nas 24 Horas de Le Mans em 11 de junho, que matou o piloto de carros esportivos da Mercedes-Benz Pierre Levegh e mais de 80 espectadores, levou ao cancelamento dos Grandes Prêmios da França, Alemanha, Espanha e Suíça. No final da temporada, a equipe se retirou do automobilismo, incluindo a Fórmula 1. Durante este primeiro período de participação da equipe na Fórmula 1, a Mercedes venceu 9 corridas no total, incluindo três Grandes Prêmios (o Grande Prêmio da França de 1954, o Grande Prêmio da Itália de 1954 e o Grande Prêmio da Itália de 1955) vencidos pelo aerodinâmico "Type Monza" , tornando-os as únicas três corridas vencidas por um carro de rodas fechadas na história da Fórmula 1.

### Mercedes-AMG (2010–presente)

#### Primeiros anos (2010-2013)
Em 16 de novembro de 2009, a empresa-mãe da Mercedes-Benz, a Daimler AG, anunciou a venda da sua parte da equipe McLaren e a compra de uma participação minoritária (45,1%) na equipe Brawn GP, com a Aabar Investments comprando 30% em 16 de novembro de 2009. Após a compra da equipe, bem como um acordo de patrocínio com a Petronas, a equipe foi renomeada como Mercedes GP Petronas Formula One Team para a disputa da temporada de 2010, co a Mercedes competindo no campeonato de construtores pela primeira vez. Apesar da venda das ações que detinha na McLaren, a Mercedes continuou comprometida para fornecer motores para a equipe inglesa por mais seis anos. Ross Brawn continuou suas funções como chefe de equipe e a equipe manteve sua base e força de trabalho nas instalações de Brackley de 60.000 m², perto da fábrica de motores de Fórmula 1 da Mercedes-Benz (antigamente Ilmor Engineering) em Brixworth.
A equipe tem uma história complexa: sua entrada pode ser rastreada até a Tyrrell Racing, que competiu como construtora de 1970 a 1998, até ser comprada pela British American Tobacco no final de 1997 para que sua entrada pudesse ser transferida para a então nova construtora British American Racing (BAR) em 1999. A BAR, que havia formado uma parceria com a Honda, acabou se tornando a Honda Racing F1 Team em 2006, quando a British American Tobacco se retirou do esporte. Ela mudou de mãos novamente em 2008, quando a Honda se retirou, e foi comprada pela gerência da equipe, nomeando-a Brawn GP em homenagem ao chefe da equipe, Ross Brawn. A Brawn usou motores da Mercedes-Benz High Performance Engines e, apesar de correr com um orçamento baixo, Jenson Button venceu seis das primeiras sete corridas e, finalmente, o Campeonato de Pilotos de 2009, enquanto a Brawn venceu o Campeonato de Construtores. Foi a primeira vez nos sessenta anos de história do esporte que um time conquistou os dois títulos em sua temporada de estreia.

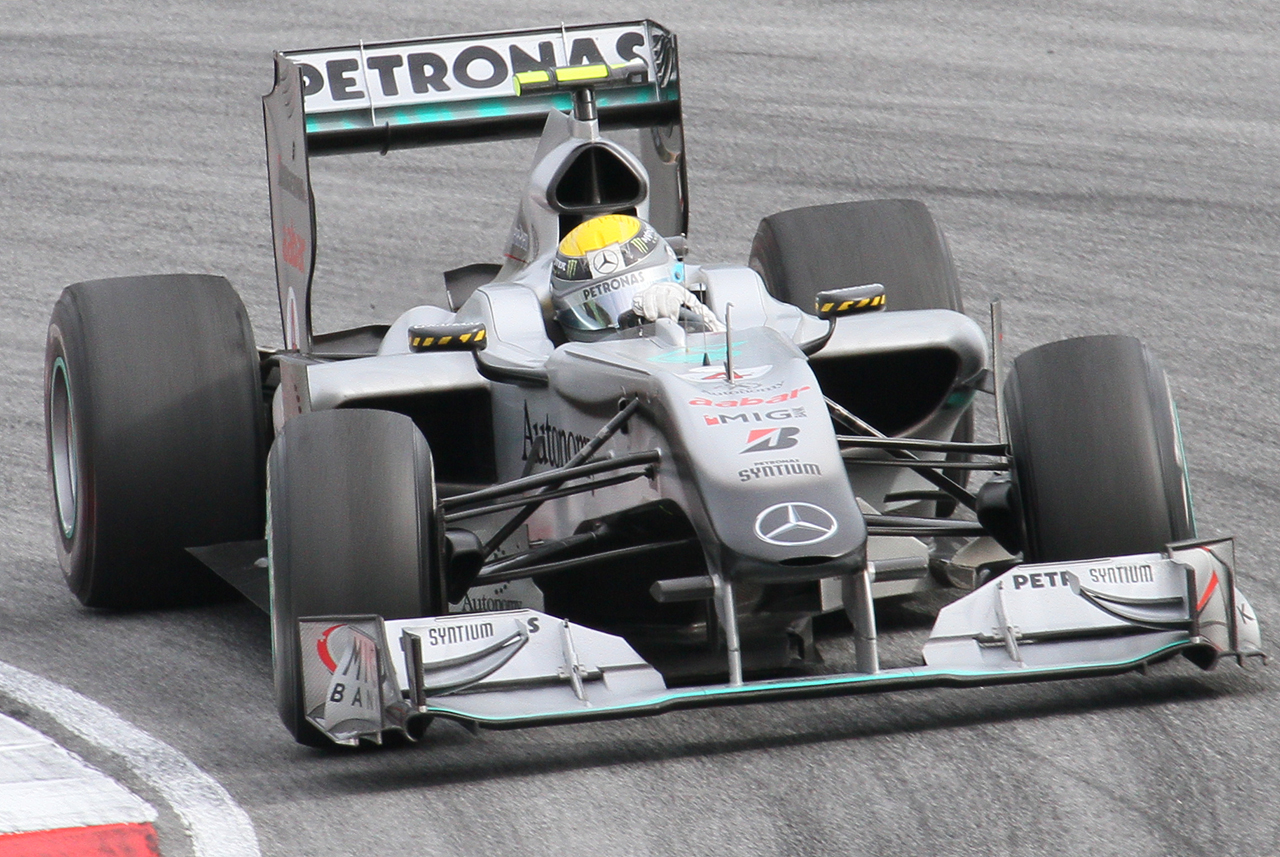
Nico Rosberg marcou o primeiro pódio da Mercedes como equipe de fábrica desde 1955 no Grande Prêmio da Malásia de 2010

Em 23 de novembro de 2009, a equipe anunciou a contratação do piloto alemão Nico Rosberg, para a disputa da temporada de 2010. E, em 23 de dezembro de 2009, o heptacampeão Michael Schumacher foi oficialmente anunciado como piloto da construtora chefiada por Ross Brawn. Schumacher havia anunciado sua aposentadoria ao final da temporada de 2006. Seu retorno, ao lado do conterrâneo Nico Rosberg, foi visto com grandes expectativas pela comunidade automobilística.
Após duas temporadas de resultados medianos, a Mercedes conquistou a pole position e logo em seguida a vitória no Grande Prêmio da China de 2012, com Nico Rosberg, que foi as primeiras da equipe desde o Grande Prêmio da Itália de 1955 com Juan Manuel Fangio.

#### Hegemonia na Fórmula 1 (2014-2020)

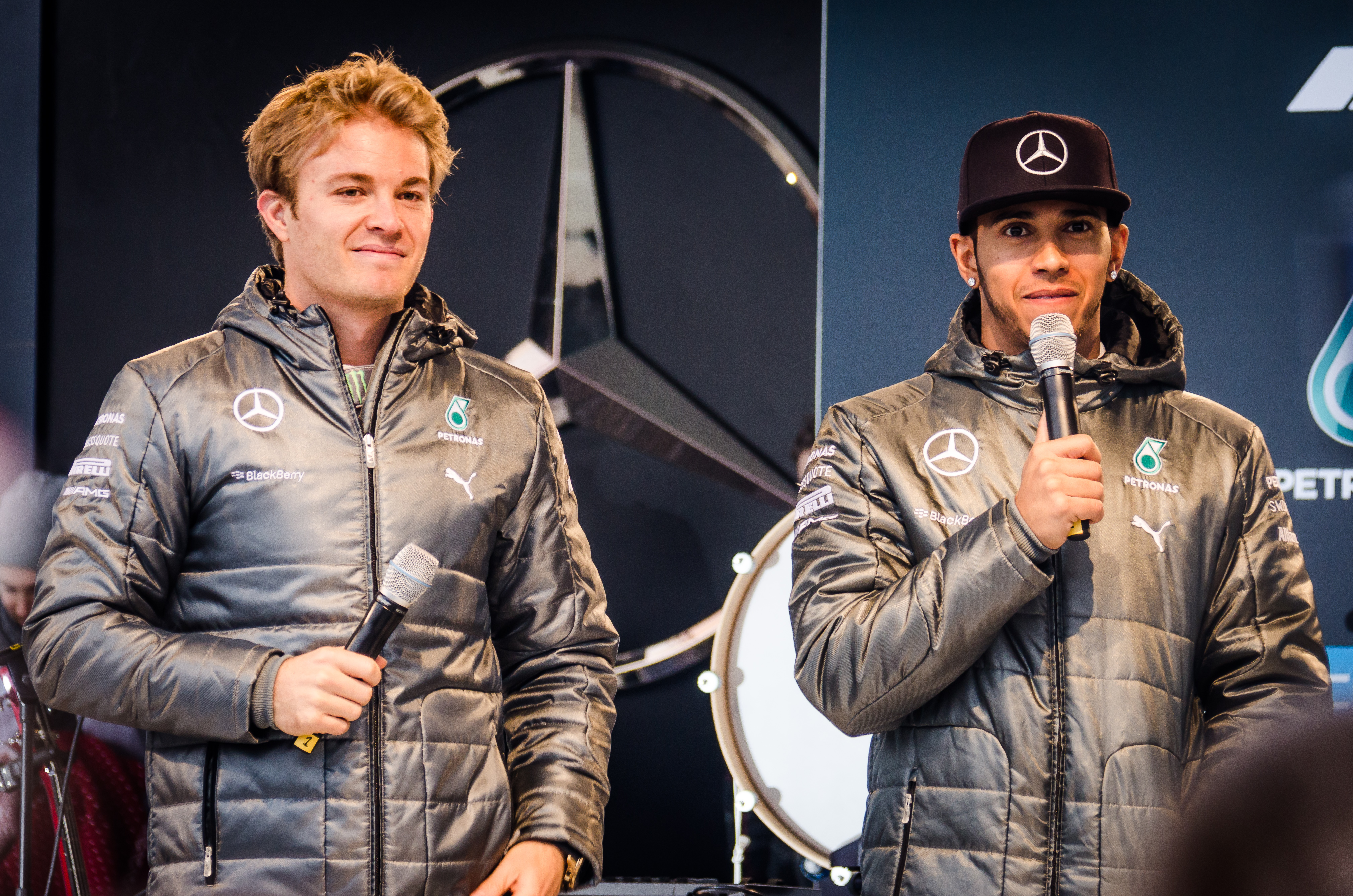
Nico Rosberg e Lewis Hamilton em 2014, nesse ano, eles iniciaram uma rivalidade dentro da equipe

Em 2014, dominou a primeira temporada da era dos motores híbridos, ganhando um recorde de 16 de 19 corridas e conquistou o seu primeiro título de construtores (o Campeonato de Construtores é concedido desde 1958) e o título de pilotos com Lewis Hamilton, que foi o primeiro desde 1955 com Juan Manuel Fangio.
Em 2015, Hamilton levou a Mercedes a um segundo campeonato consecutivo, a equipe mais uma vez venceu em 16 das 19 rodadas do ano, desta vez batendo seu próprio recorde de 2014.
Em 2016, a supremacia da equipe atinge novas alturas, já que ela ganha 19 de 21 rodadas e conquistou seu terceiro título, ambos seguidos. Desta vez, no entanto, é Nico Rosberg que se consagrou como campeão de pilotos depois de um luta titânica com Hamilton ao longo da temporada, já que ambos disputaram o campeonato de 2014 a 2016, numa disputa que era caseira na Mercedes (Hamilton X Rosberg). Logo depois de conquistar o título, Rosberg anunciou sua aposentadoria imediata das corridas da Fórmula 1.
Após a aposentadoria de Rosberg em 2016, a equipe contratou Valtteri Bottas, que estava na Williams, para assumir a vaga deixada por Rosberg. A partir da temporada de 2017, a equipe contaria com a dupla Hamilton-Bottas, essa mesma conquistou mais quatro títulos seguidos, com dobradinha em 2019 e 2020.
Com a saída de Valtteri Bottas para a Alfa Romeo, a Mercedes anunciou a contratação de George Russell, que assim como Bottas, estava na Williams sendo o primeiro piloto de sua academia a chegar ao time principal.

#### Fim da hegemonia e decadência (2021 -presente)
Apesar de ter sido octacampeã de construtores em 2021, a Mercedes pouco comemorou, por conta da controvérsia envolvendo o GP de Abu Dhabi daquele mesmo ano, no qual uma decisão do diretor da prova, Michael Masi, beneficiou o piloto rival, Max Verstappen, que teve os retardatários retirados de seu caminho e pôde ultrapassar o líder da prova, Lewis Hamilton, durante as voltas finais, o que fez com que o título do campeonato de pilotos caísse nas mãos do neerlandês da Red Bull. A Mercedes ameaçou recorrer contra a decisão do diretor de provas, mas depois retirou o recurso.
Em 2022, Lewis Hamilton e George Russell se tornaram a primeira dupla totalmente britânica a correr na Fórmula 1 pela Mercedes, e a equipe voltou a adotar a pintura prateada que a tornou famosa. Contudo, esse foi um ano de pouco brilho para a equipe germânica. Seus engenheiros tentaram criar um novo conceito para seus sidepods, que foi chamado de zeropod, mas provocou um efeito colateral, o porpoising, que fazia o carro quicar quando estava na pista. Apesar das dificuldades, eles conseguiram uma vitória no GP do Brasil de 2022, com direito a uma dobradinha, que marcou o primeiro triunfo de Russell na categoria.
Em 2023, a Mercedes tentou retomar aos anos de glórias recentes, voltando com a pintura preta que usou em 2020 e 2021, contudo, os problemas de arrasto e downforce continuaram, e assim, a equipe não conquistou nenhuma vitória na temporada, feito que não se via desde 2011. Mas ao menos conseguiu o vice-campeonato de construtores, graças aos bons desempenhos de Russell e Hamilton, que foi o mais bem colocado da equipe na tabela, terminando a disputa na terceira colocação.
Mas 2024 começou com uma baixa importante: Lewis Hamilton anunciou que iria se transferir para a Ferrari na temporada 2025. Inicialmente, havia sido divulgado que o heptacampeão britânico tinha renovado com a Mercedes por mais dois anos, contudo, seu contrato na verdade era de apenas um ano (2024), com mais um ano de extensão. Dentre os motivos, estão a transferência do engenheiro Loic Serra para a equipe de Maranello, um contrato mais longo, um aumento salarial e a possibilidade de estar em uma boa posição durante o campeonato de 2026, no qual haverá uma nova mudança nas regras.
Por conta disso, a Mercedes colocou Russell para ser o novo líder da equipe, com o chefe, Toto Wolff, afirmando que o jovem britânico possui potencial para isso. E James Allison foi reconduzido ao cargo de diretor técnico. Mas nas corridas, o desempenho da Mercedes tem se mostrado ainda pior, com a própria equipe sem conseguir entender quais eram as principais causas para os mesmos problemas se repetirem pela terceira temporada seguida.
A vaga de substituto de Hamilton na Mercedes teve entre os cotados Carlos Sainz Jr., piloto da Ferrari que ficou sem vaga após a transferência de Hamilton para lá, e Andrea Kimi Antonelli, jovem da Mercedes Junior Team que teria "pulado" a Fórmula 3 e passado direto da Fórmula Regional Europeia para a Fórmula 2 para apressar sua promoção. Fernando Alonso também teria conversado com a equipe alemã, no entanto, alegou ter preferido renovar com a Aston Martin por eles estarem melhor no campeonato. Max Verstappen, atual campeão, também era um nome muito desejado por Toto Wolff, que afirmou abertamente lamentava não ter conseguido um lugar para que o neerlandês corresse na F1, e que contratá-lo era a sua prioridade para 2025. Mas Kimi Antonelli acabou ficando com a vaga, sendo novo companheiro de George Russell.

## Pilotos
| Ano                                               | Nome                             | Carro   | Pneus | Motor       | Óleo     | Pilotos                                                                             | Pilotos de testes                                                          | Classificação       |
| ------------------------------------------------- | -------------------------------- | ------- | ----- | ----------- | -------- | ----------------------------------------------------------------------------------- | -------------------------------------------------------------------------- | ------------------- |
| 2025                                              | Mercedes-AMG PETRONAS F1 Team    | F1 W16  | P     | Mercedes    | Petronas | Andrea Kimi Antonelli George Russell                                                | Valtteri Bottas Frederik Vesti                                             | 2º lugar 93 pontos  |
| 2024                                              | Mercedes-AMG PETRONAS F1 Team    | F1 W15  | P     | Mercedes    | Petronas | Lewis Hamilton George Russell                                                       | Andrea Kimi Antonelli Frederik Vesti Mick Schumacher                       | 4º lugar 468 pontos |
| 2023                                              | Mercedes-AMG PETRONAS F1 Team    | F1 W14  | P     | Mercedes    | Petronas | Lewis Hamilton George Russell                                                       | Frederik Vesti Mick Schumacher                                             | 2º lugar 409 pontos |
| 2022                                              | Mercedes-AMG PETRONAS F1 Team    | F1 W13  | P     | Mercedes    | Petronas | Lewis Hamilton George Russell                                                       | Stoffel Vandoorne Nyck de Vries                                            | 3º lugar 515 pontos |
| 2021                                              | Mercedes-AMG PETRONAS F1 Team    | F1 W12  | P     | Mercedes    | Petronas | Lewis Hamilton Valtteri Bottas                                                      | Stoffel Vandoorne Nyck de Vries                                            | Campeã 613.5 pontos |
| 2020                                              | Mercedes-AMG PETRONAS F1 Team    | F1 W11  | P     | Mercedes    | Petronas | Lewis Hamilton Valtteri Bottas George Russell                                       | Stoffel Vandoorne Esteban Gutiérrez                                        | Campeã 573 pontos   |
| 2019                                              | Mercedes-AMG PETRONAS Motorsport | F1 W10  | P     | Mercedes    | Petronas | Lewis Hamilton Valtteri Bottas                                                      | Esteban Ocon Stoffel Vandoorne Esteban Gutiérrez                           | Campeã 739 pontos   |
| 2018                                              | Mercedes-AMG PETRONAS Motorsport | F1 W09  | P     | Mercedes    | Petronas | Lewis Hamilton Valtteri Bottas                                                      | Pascal Wehrlein                                                            | Campeã 655 pontos   |
| 2017                                              | Mercedes-AMG PETRONAS Motorsport | F1 W08  | P     | Mercedes    | Petronas | Lewis Hamilton Valtteri Bottas                                                      | George Russell                                                             | Campeã 668 pontos   |
| 2016                                              | Mercedes-AMG PETRONAS F1 Team    | F1 W07  | P     | Mercedes    | Petronas | Nico Rosberg Lewis Hamilton                                                         | Pascal Wehrlein Esteban Ocon                                               | Campeã 765 pontos   |
| 2015                                              | Mercedes-AMG PETRONAS F1 Team    | F1 W06  | P     | Mercedes    | Petronas | Nico Rosberg Lewis Hamilton                                                         | Pascal Wehrlein                                                            | Campeã 703 pontos   |
| 2014                                              | Mercedes-AMG PETRONAS F1 Team    | F1 W05  | P     | Mercedes    | Petronas | Nico Rosberg Lewis Hamilton                                                         | Sam Bird                                                                   | Campeã 701 pontos   |
| 2013                                              | Mercedes-AMG PETRONAS F1 Team    | F1 W04  | P     | Mercedes    | Petronas | Nico Rosberg Lewis Hamilton                                                         | Anthony Davidson Brendon Hartley Sam Bird Jazeman Jaafar Daniel Juncadella | 2º lugar 235 pontos |
| 2012                                              | Mercedes-AMG PETRONAS F1 Team    | F1 W03  | P     | Mercedes    | Petronas | Michael Schumacher Nico Rosberg                                                     | Sam Bird Brendon Hartley Anthony Davidson                                  | 5º lugar 142 pontos |
| 2011                                              | Mercedes GP PETRONAS F1 Team     | MGP W02 | P     | Mercedes    | Petronas | Michael Schumacher Nico Rosberg                                                     | Anthony Davidson                                                           | 4º lugar 165 pontos |
| 2010                                              | Mercedes GP PETRONAS F1 Team     | MGP W01 | B     | Mercedes    | Petronas | Michael Schumacher Nico Rosberg                                                     | Nick Heidfeld                                                              | 4º lugar 214 pontos |
| 1956-2009: A Mercedes não participou como equipe. |                                  |         |       |             |          |                                                                                     |                                                                            |                     |
| 1955                                              | Daimler-Benz                     | W196    | C     | Mercedes L8 |          | Juan Manuel Fangio Karl Kling Hans Herrmann Hermann Lang                            |                                                                            | n/d                 |
| 1954                                              | Daimler-Benz                     | W196    | C     | Mercedes L8 |          | Juan Manuel Fangio Karl Kling Stirling Moss Hans Herrmann André Simon Piero Taruffi |                                                                            | n/d                 |

Nota: O campeonato de construtores só passou a ser disputado em 1958.

## Galeria

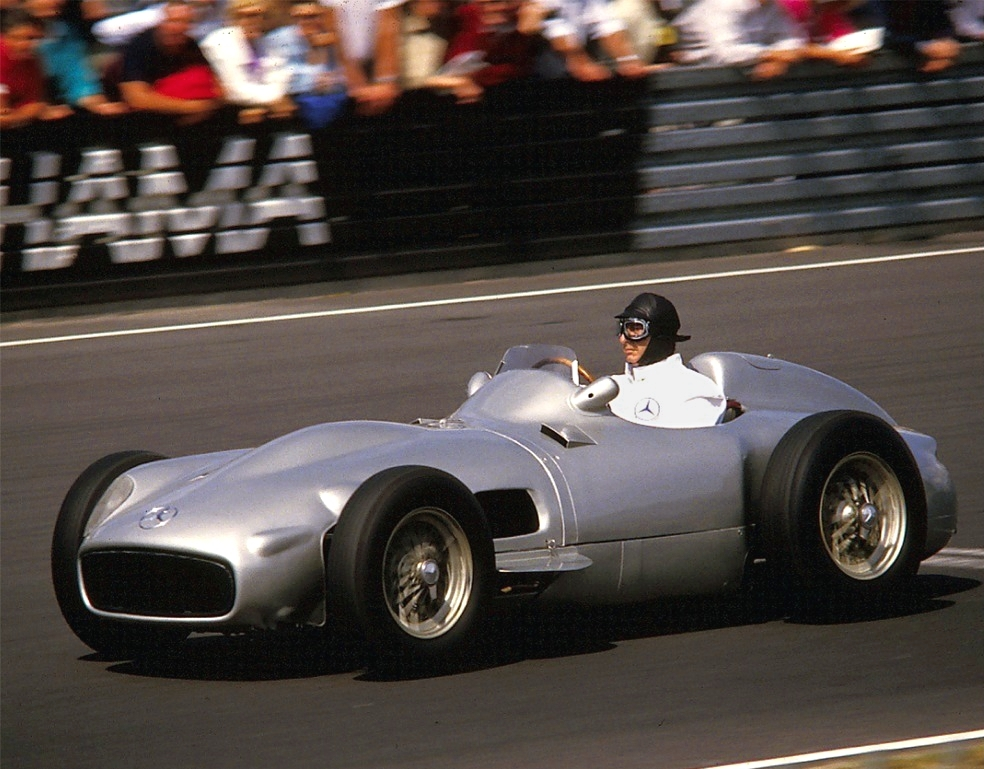
Juan Manuel Fangio pilotando em 1986 uma Mercedes-Benz W196 utilizada nas temporadas de 1954 e 1955.
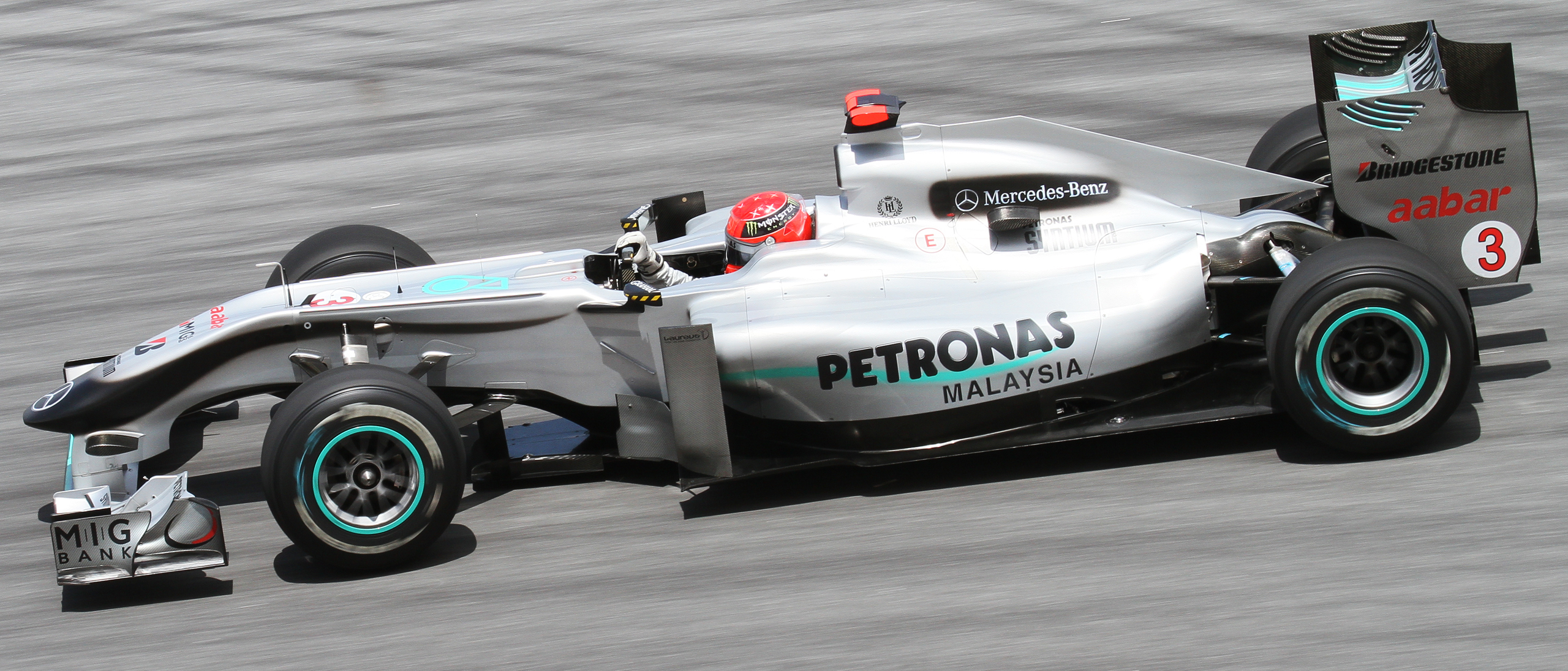
Michael Schumacher pilotando uma Mercedes MGP W01 no Grande Prêmio da Malásia de 2010.
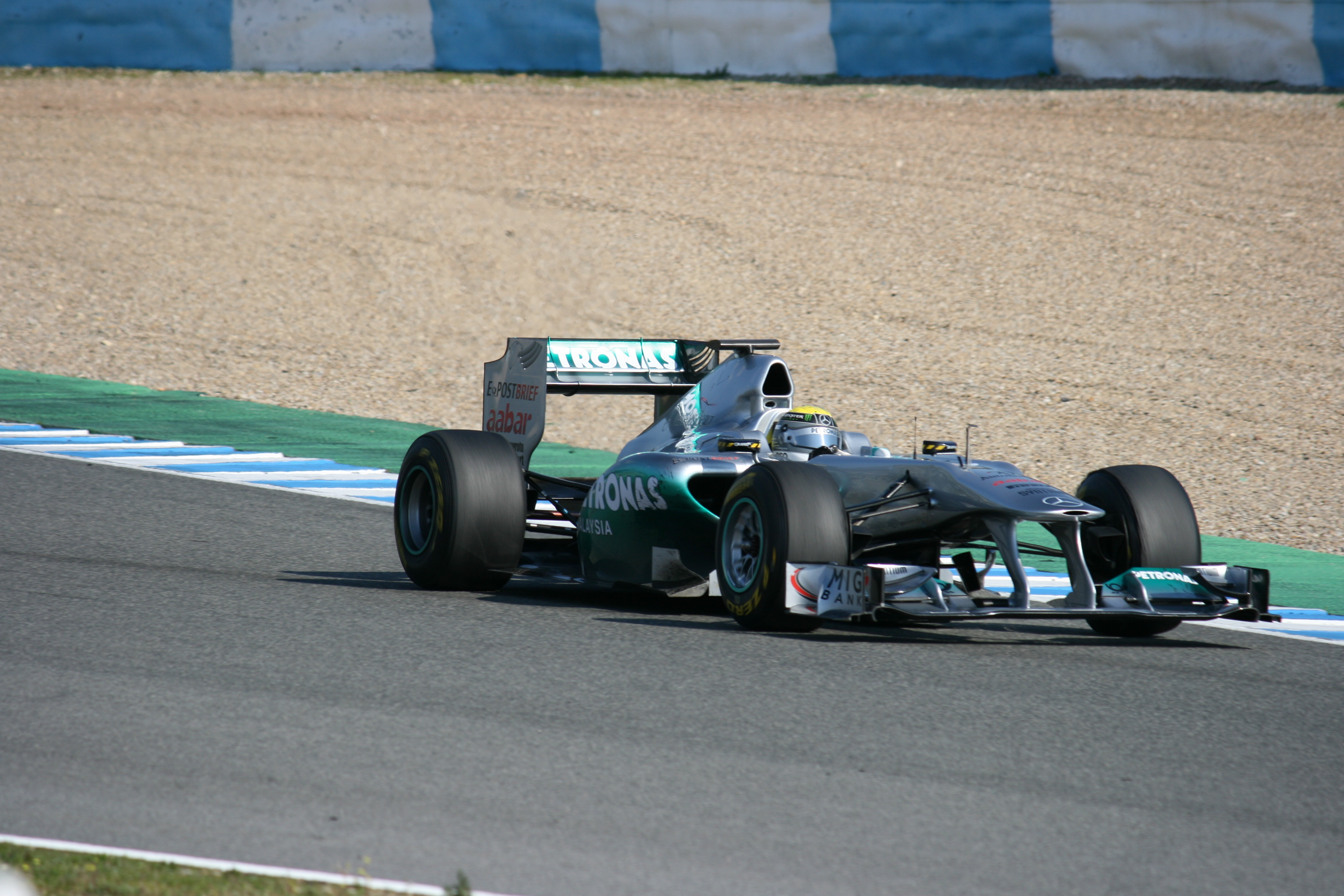
Nico Rosberg pilotando uma Mercedes MGP W02 durante os testes da pré-temporada em Jerez.
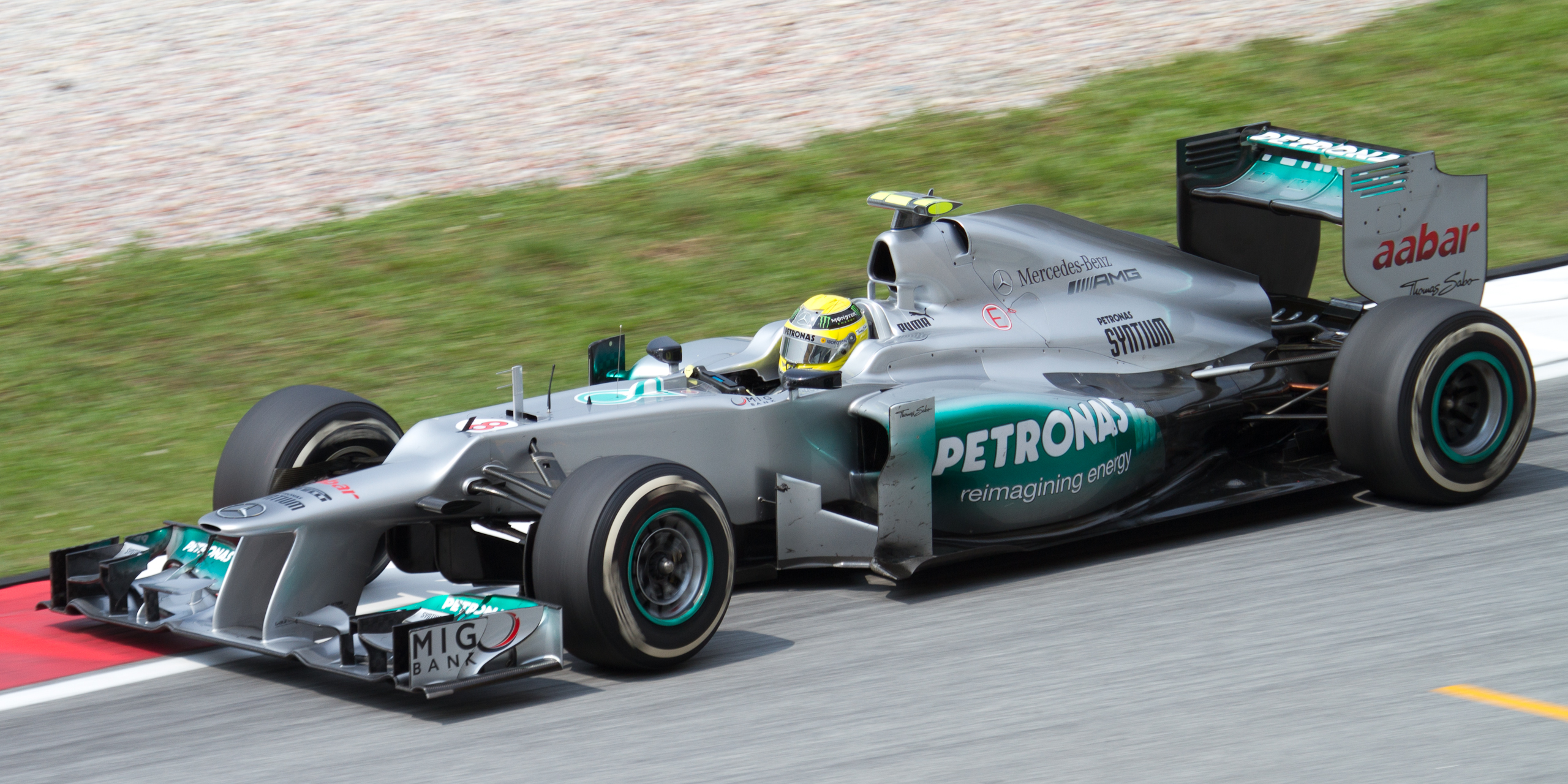
Nico Rosberg pilotando uma Mercedes F1 W03 no Grande Prêmio da Malásia de 2012.
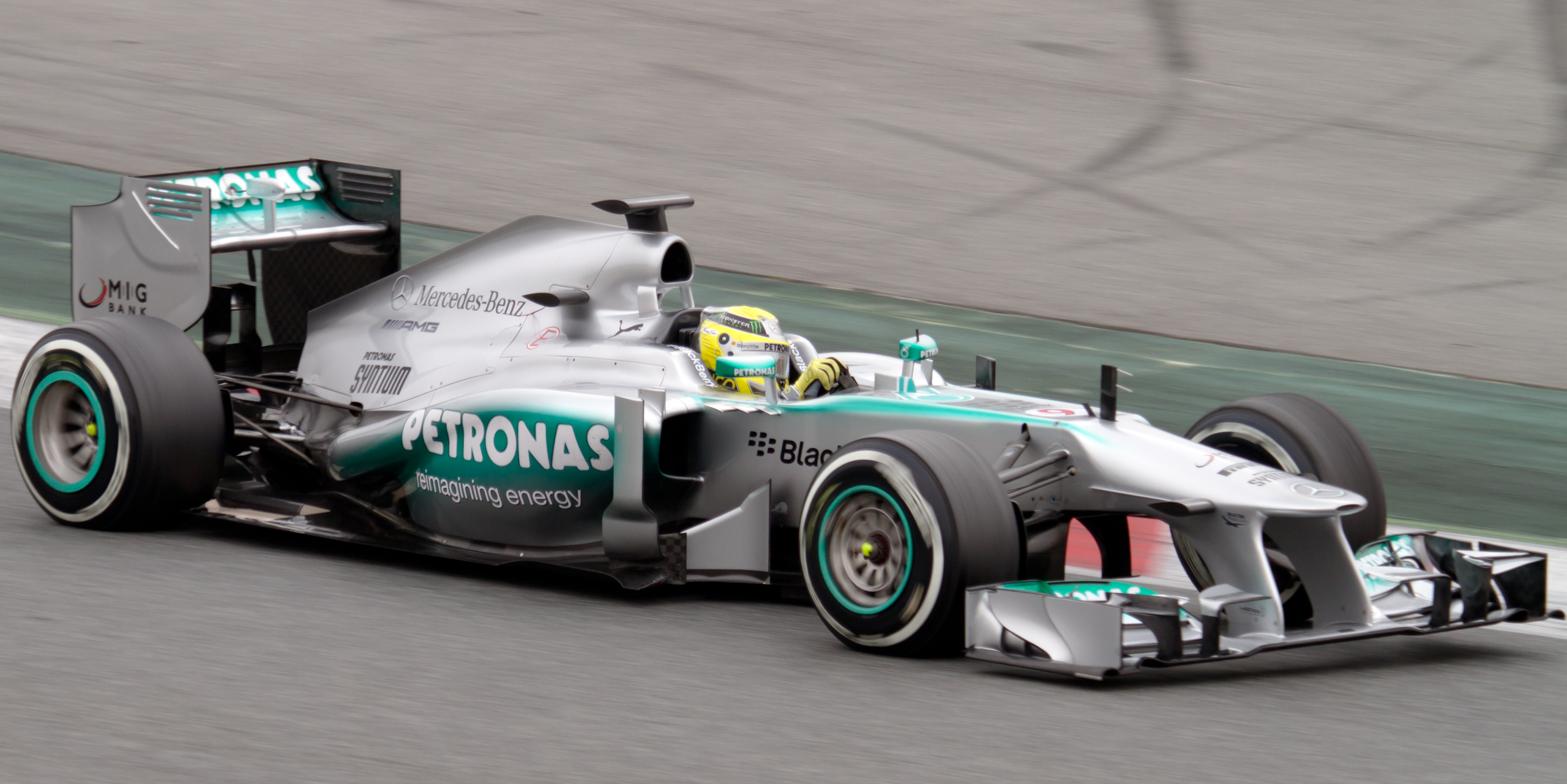
Nico Rosberg pilotando uma Mercedes F1 W04 durante os testes da pré-temporada na Catalunha.
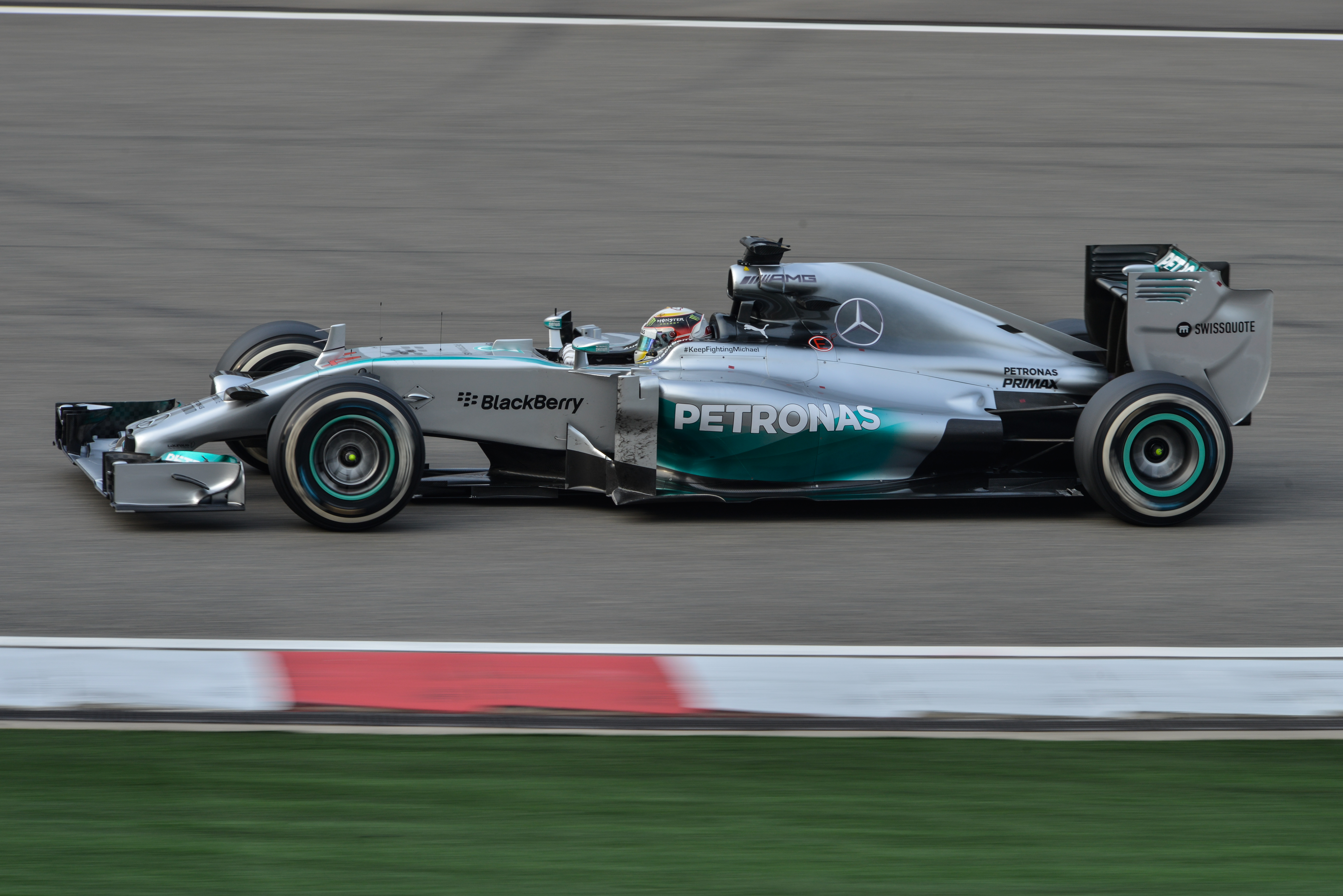
Lewis Hamilton pilotando uma Mercedes F1 W05 no Grande Prêmio da China de 2014.
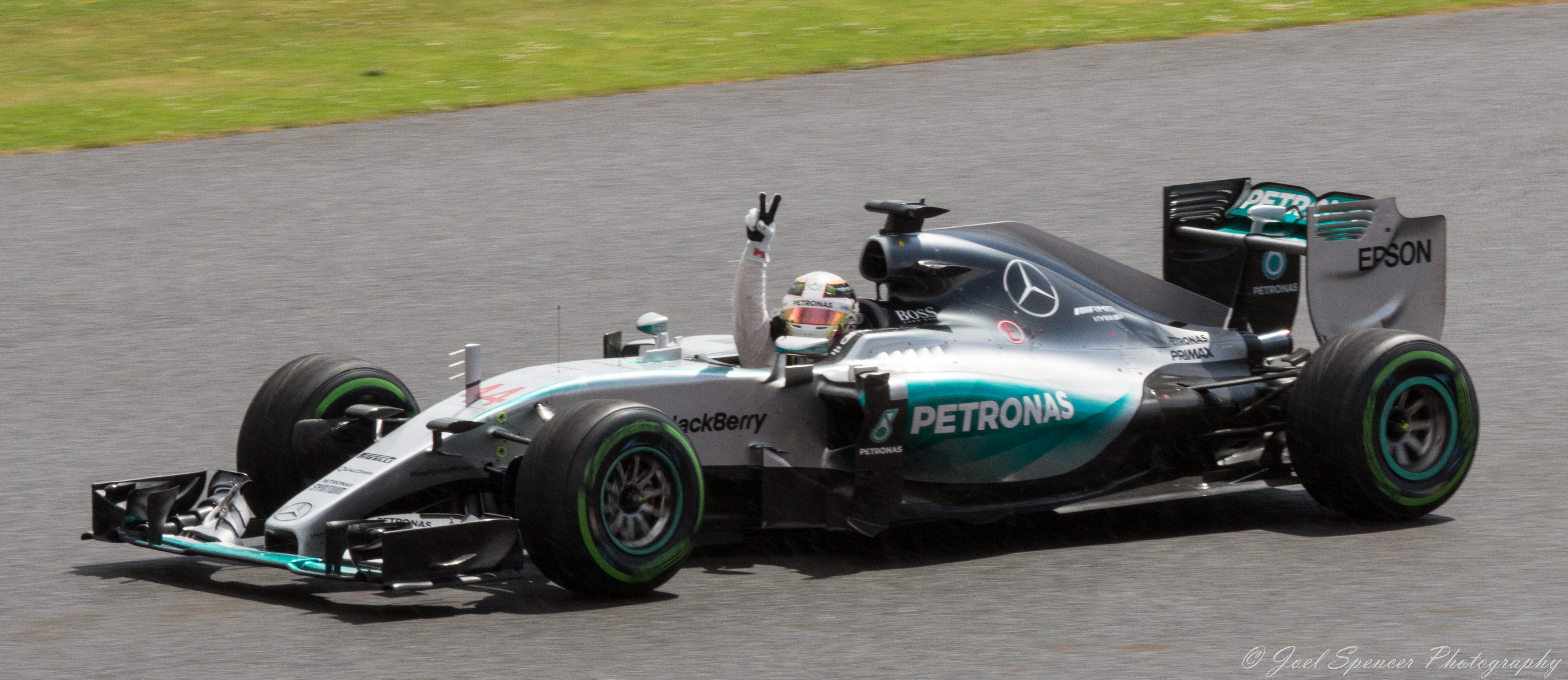
Lewis Hamilton comemorando a vitória no Grande Prêmio da Grã-Bretanha de 2015 ao pilotar a Mercedes F1 W06 Hybrid.
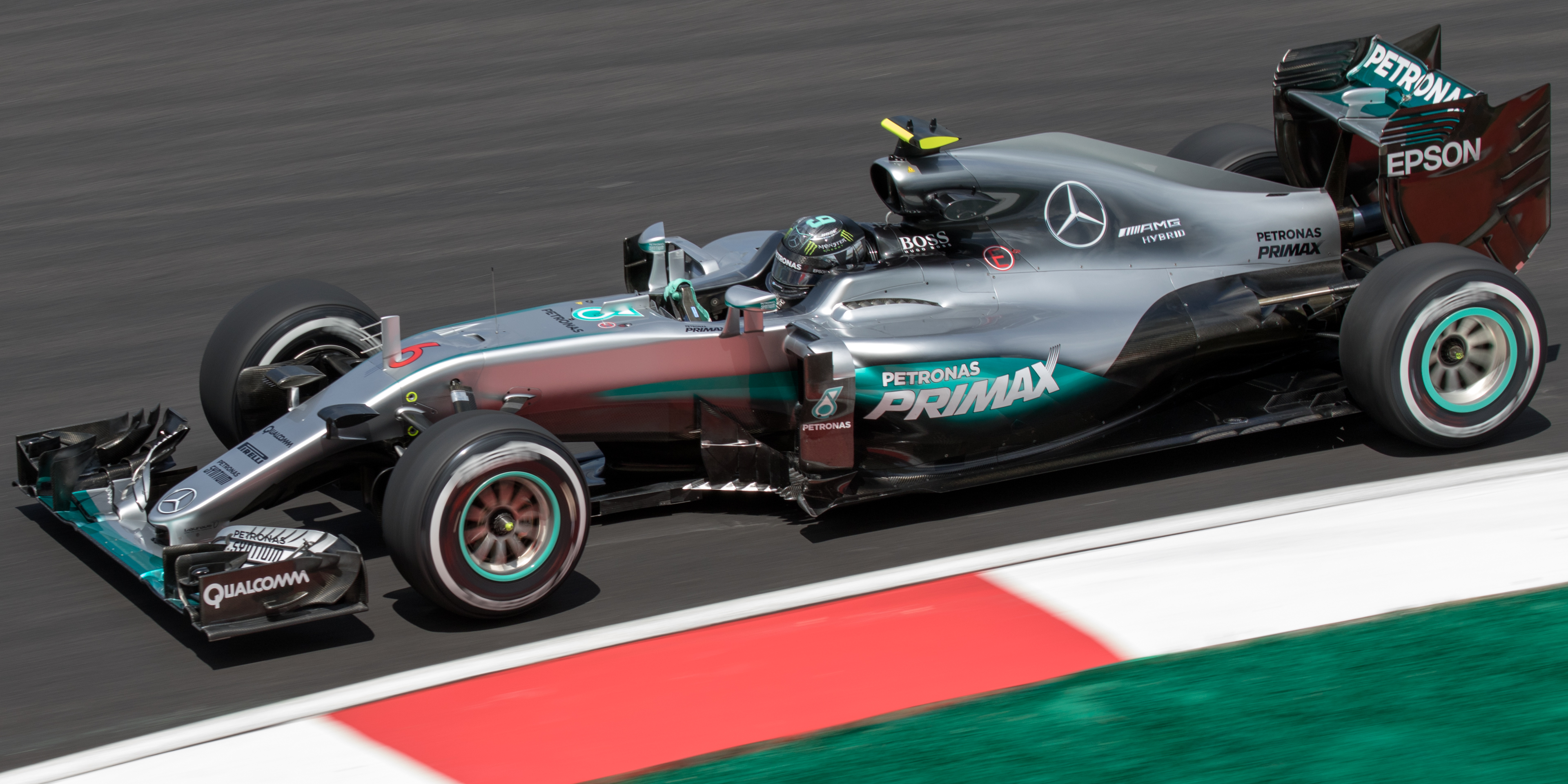
Nico Rosberg pilotando uma Mercedes F1 W07 Hybrid no Grande Prêmio da Malásia de 2016.
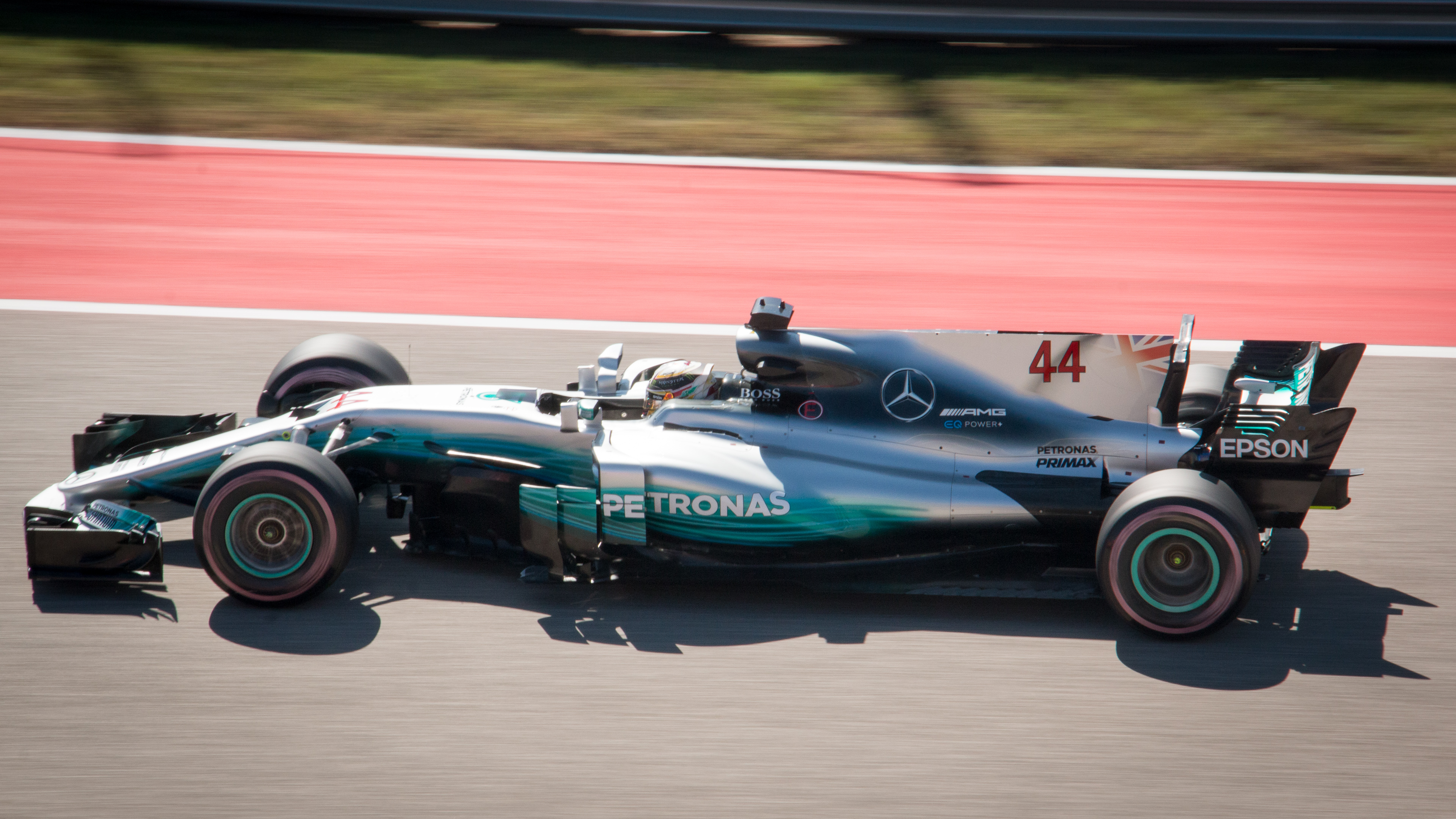
Lewis Hamilton pilotando uma Mercedes-AMG F1 W08 EQ Power+ no Grande Prêmio dos Estados Unidos de 2017.
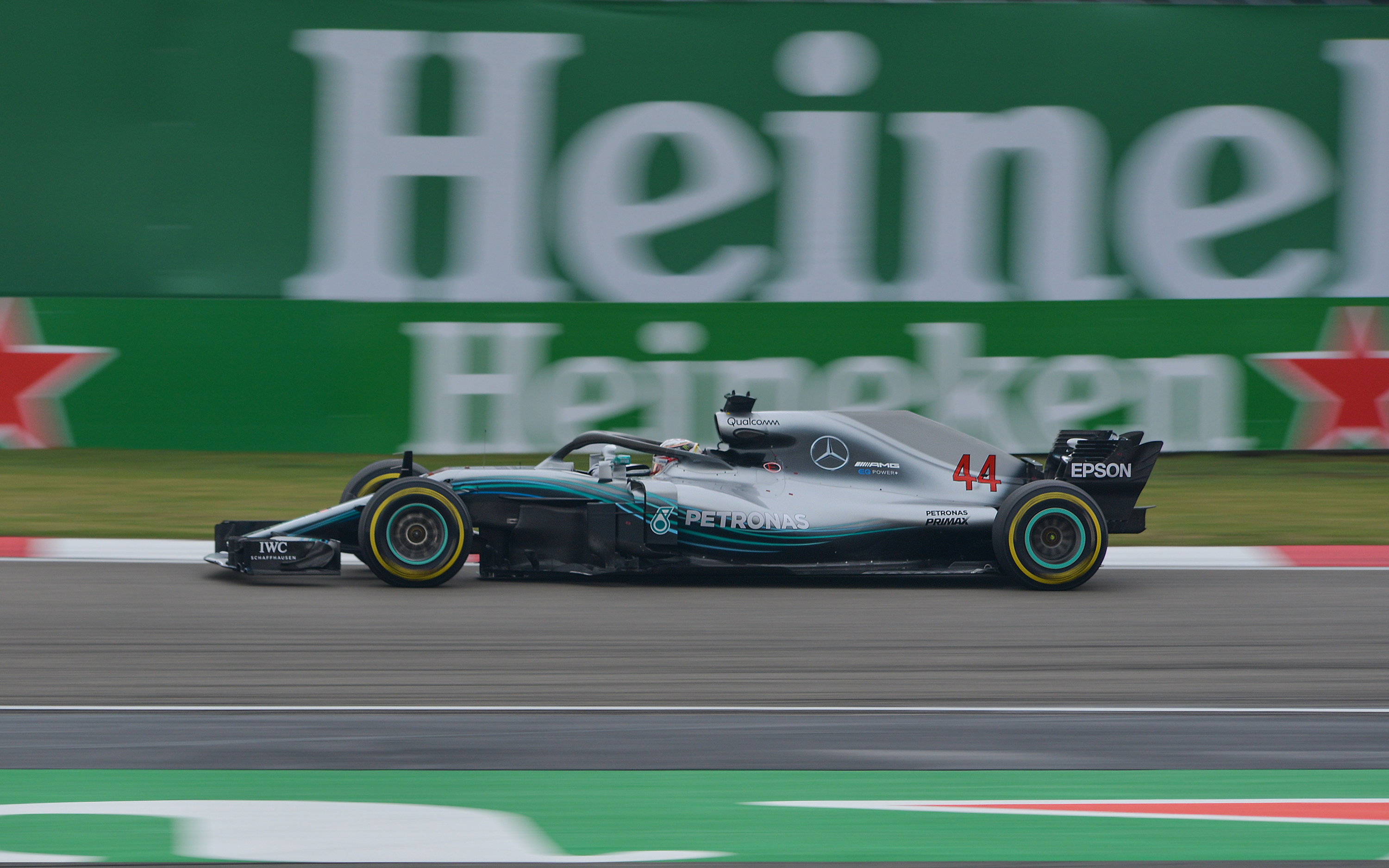
Lewis Hamilton pilotando o W09 na classificação do GP da China de 2018
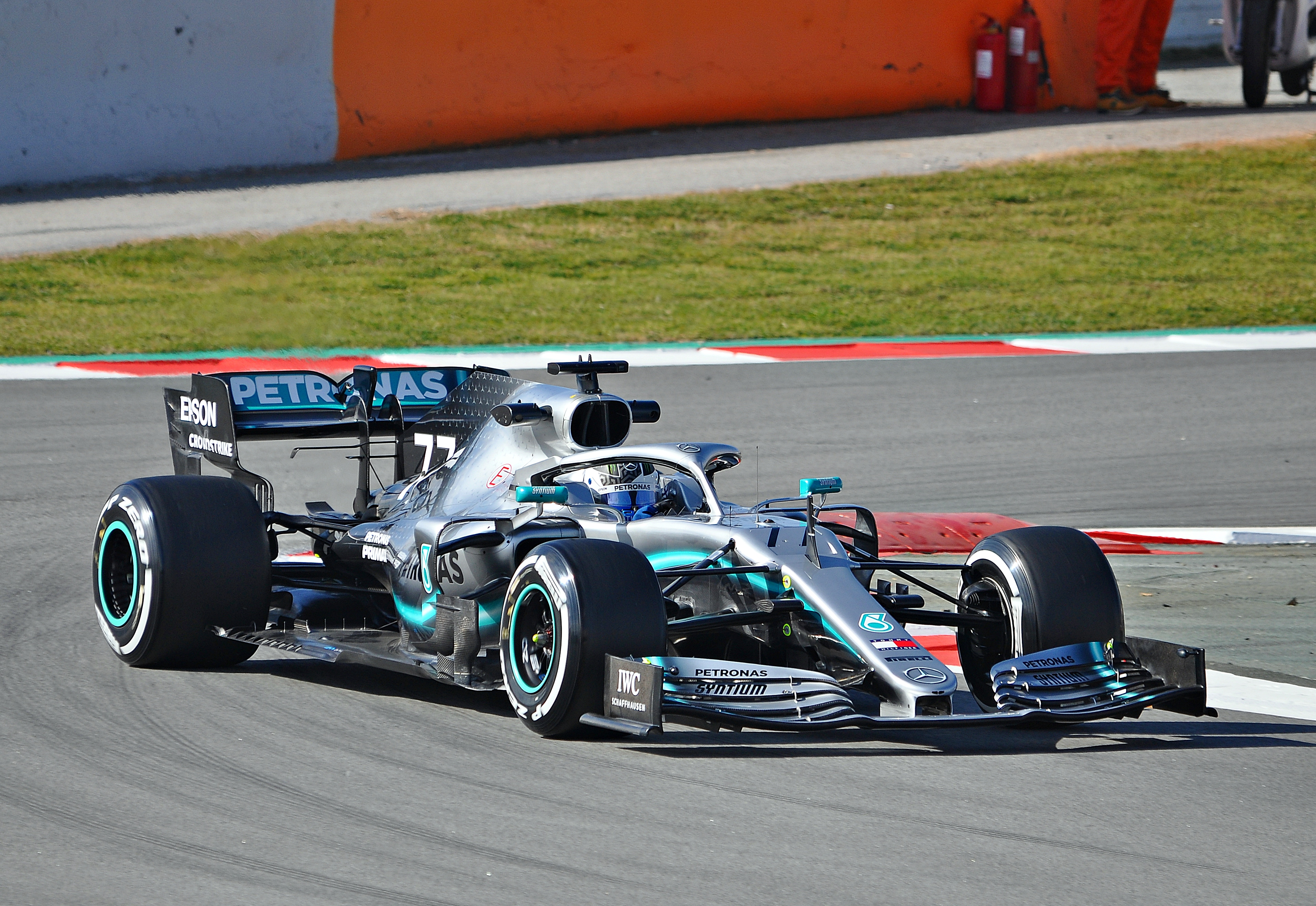
Valtteri Bottas conduzindo o W10 durante os testes na Catalunha em 2019
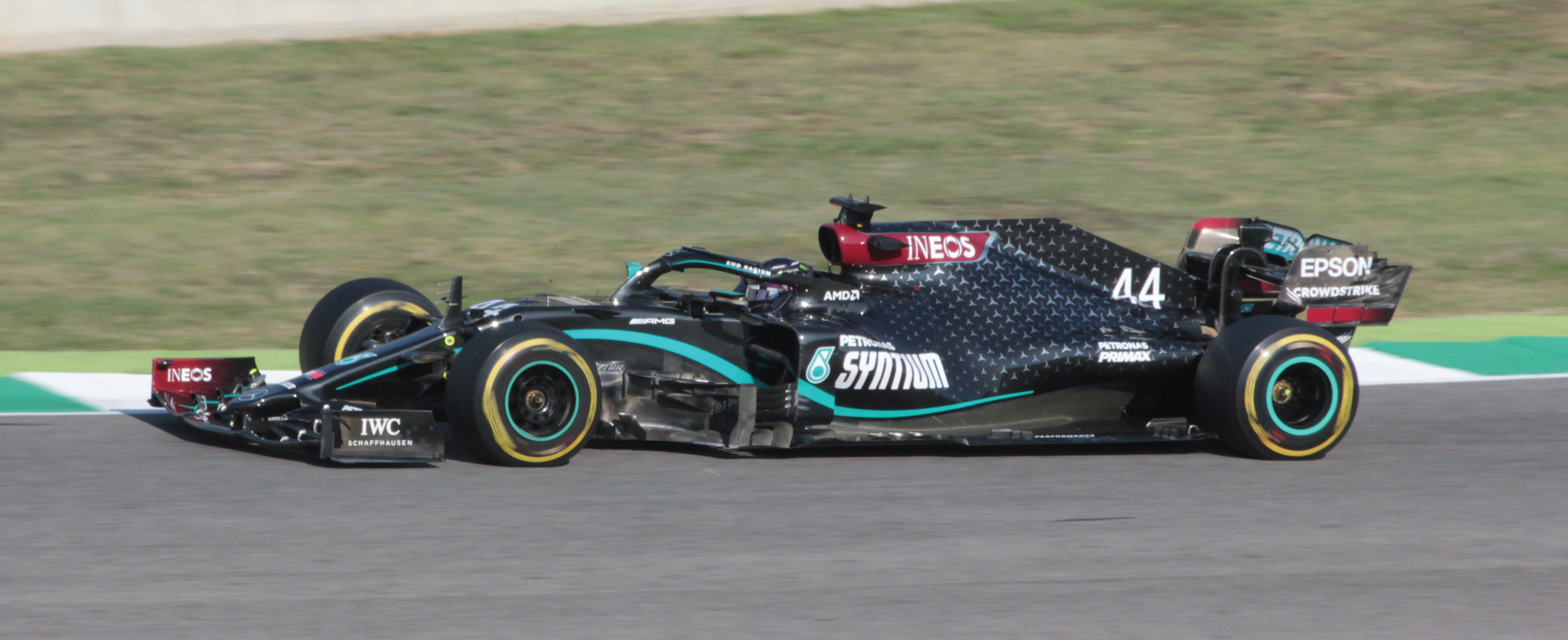
Lewis Hamilton pilotando o W11 no GP da Toscana de 2020
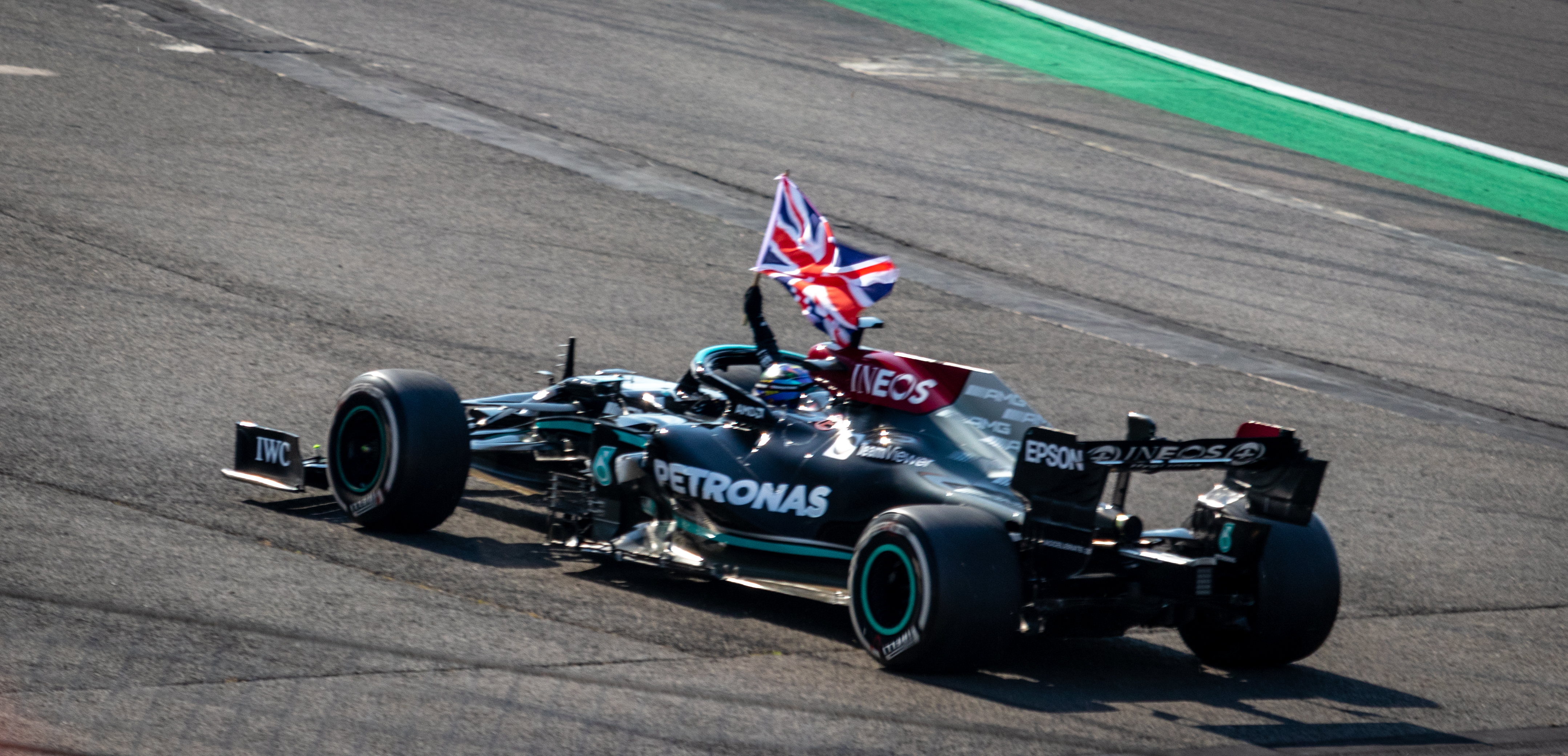
Lewis Hamilton a bordo do W12 e comemorando a vitória no GP da Grã-Bretanha de 2021
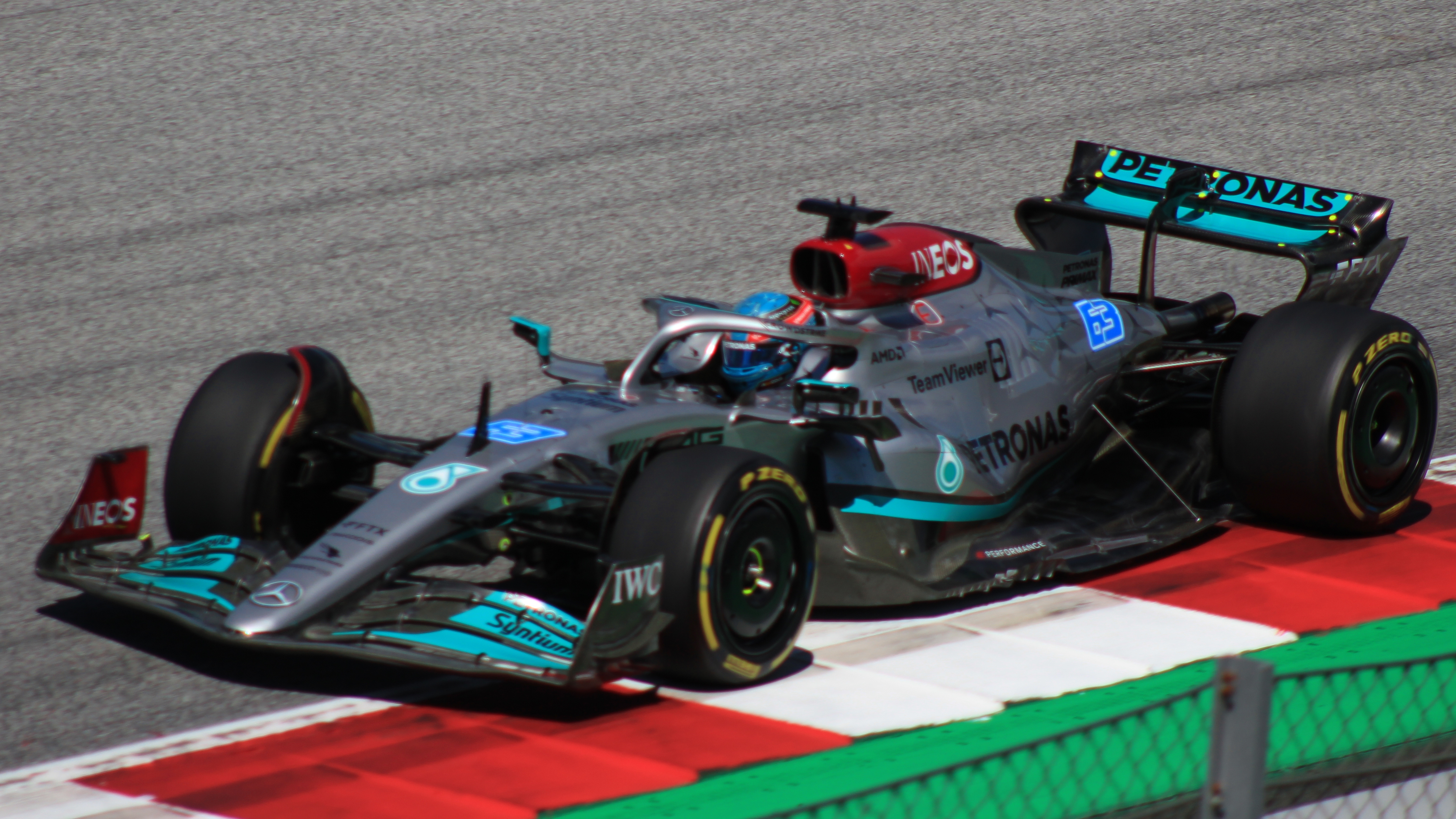
George Russell pilotando o W13 no Red Bull Ring em 2022
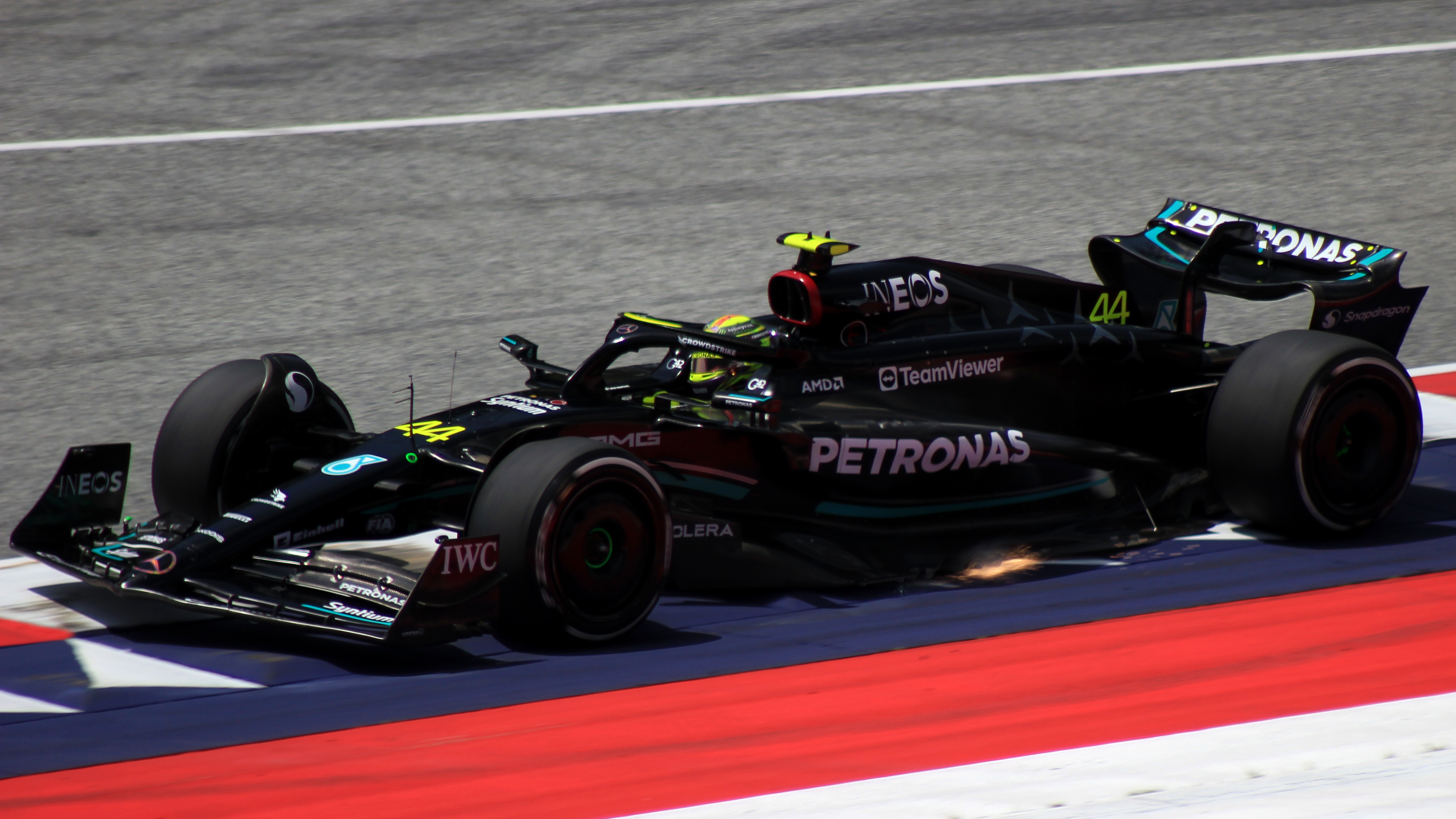
Lewis Hamilton guiando o W14 no GP da Áustria de 2023
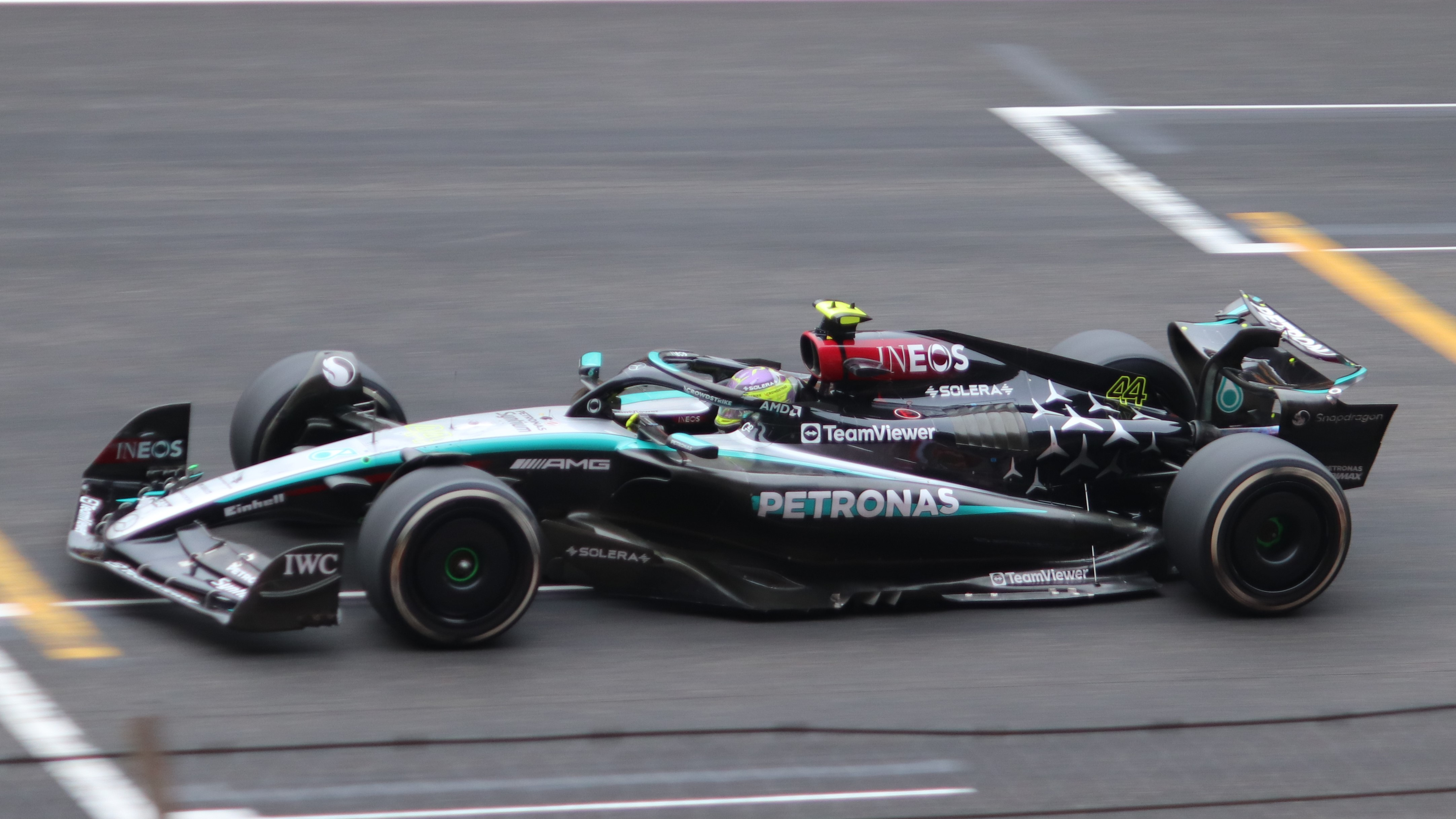
Lewis Hamilton pilotando o W15 no GP da China de 2024

## Campeões Mundiais
| Campeonatos | Pilotos            | Temporadas                         |
| ----------- | ------------------ | ---------------------------------- |
| 6           | Lewis Hamilton     | 2014, 2015, 2017, 2018, 2019, 2020 |
| 2           | Juan Manuel Fangio | 1954, 1955                         |
| 1           | Nico Rosberg       | 2016                               |

## Resultados
(legenda) (resultados em negrito indicam pole position; resultados em itálico indicam volta mais rápida)
| Ano                                                 | Chassi                             | Motor                                   | Pneu | Piloto                | 1   | 2   | 3   | 4   | 5   | 6   | 7   | 8   | 9   | 10  | 11  | 12  | 13  | 14  | 15  | 16  | 17   | 18   | 19   | 20   | 21  | 22  | 23  | 24  | Pontos | Pos. |
| --------------------------------------------------- | ---------------------------------- | --------------------------------------- | ---- | --------------------- | --- | --- | --- | --- | --- | --- | --- | --- | --- | --- | --- | --- | --- | --- | --- | --- | ---- | ---- | ---- | ---- | --- | --- | --- | --- | ------ | ---- |
| 1954                                                | Mercedes-Benz W196                 | Mercedes M196 2.5 S8                    | C    |                       | ARG | 500 | BEL | FRA | GBR | GER | SUI | ITA | ESP |     |     |     |     |     |     |     |      |      |      |      |     |     |     |     | —      | —    |
| 1954                                                | Mercedes-Benz W196                 | Mercedes M196 2.5 S8                    | C    | Juan Manuel Fangio    | **  |     | **  | 1   | 4   | 1   | 1   | 1   | 3   |     |     |     |     |     |     |     |      |      |      |      |     |     |     |     | —      | —    |
| 1954                                                | Mercedes-Benz W196                 | Mercedes M196 2.5 S8                    | C    | Karl Kling            |     |     |     | 2   | 7   | 4   | Ret | Ret | 5   |     |     |     |     |     |     |     |      |      |      |      |     |     |     |     | —      | —    |
| 1954                                                | Mercedes-Benz W196                 | Mercedes M196 2.5 S8                    | C    | Hans Herrmann         |     |     |     | Ret |     | Ret | 3   | 4   | Ret |     |     |     |     |     |     |     |      |      |      |      |     |     |     |     | —      | —    |
| 1954                                                | Mercedes-Benz W196                 | Mercedes M196 2.5 S8                    | C    | Hermann Lang          |     |     |     |     |     | Ret |     |     |     |     |     |     |     |     |     |     |      |      |      |      |     |     |     |     | —      | —    |
| 1955                                                | Mercedes-Benz W196                 | Mercedes M196 2.5 S8                    | C    |                       | ARG | MON | 500 | BEL | FRA | GBR | ITA |     |     |     |     |     |     |     |     |     |      |      |      |      |     |     |     |     | —      | —    |
| 1955                                                | Mercedes-Benz W196                 | Mercedes M196 2.5 S8                    | C    | Juan Manuel Fangio    | 1   | Ret |     | 1   | 1   | 2   | 1   |     |     |     |     |     |     |     |     |     |      |      |      |      |     |     |     |     | —      | —    |
| 1955                                                | Mercedes-Benz W196                 | Mercedes M196 2.5 S8                    | C    | Karl Kling            | 4   |     |     | Ret | Ret | 3   | Ret |     |     |     |     |     |     |     |     |     |      |      |      |      |     |     |     |     | —      | —    |
| 1955                                                | Mercedes-Benz W196                 | Mercedes M196 2.5 S8                    | C    | Hans Herrmann         | 4   | AT  |     |     |     |     |     |     |     |     |     |     |     |     |     |     |      |      |      |      |     |     |     |     | —      | —    |
| 1955                                                | Mercedes-Benz W196                 | Mercedes M196 2.5 S8                    | C    | Stirling Moss         | 4   | 9   |     | 2   | 2   | 1   | Ret |     |     |     |     |     |     |     |     |     |      |      |      |      |     |     |     |     | —      | —    |
| 1955                                                | Mercedes-Benz W196                 | Mercedes M196 2.5 S8                    | C    | André Simon           |     | Ret |     |     |     |     |     |     |     |     |     |     |     |     |     |     |      |      |      |      |     |     |     |     | —      | —    |
| 1955                                                | Mercedes-Benz W196                 | Mercedes M196 2.5 S8                    | C    | Piero Taruffi         |     |     |     |     |     | 4   | 2   |     |     |     |     |     |     |     |     |     |      |      |      |      |     |     |     |     | —      | —    |
| 1956 – 2009: A Mercedes não participou como equipe. |                                    |                                         |      |                       |     |     |     |     |     |     |     |     |     |     |     |     |     |     |     |     |      |      |      |      |     |     |     |     |        |      |
| 2010                                                | Mercedes MGP W01                   | Mercedes FO 108X 2.4 V8                 | B    |                       | BAR | AUS | MAL | CHN | ESP | MON | TUR | EUR | CAN | GBR | ALE | HUN | BEL | ITA | SIN | JAP | COR  | BRA  | ABU  |      |     |     |     |     | 214    | 4°   |
| 2010                                                | Mercedes MGP W01                   | Mercedes FO 108X 2.4 V8                 | B    | Michael Schumacher    | 6   | 10  | Ret | 10  | 4   | 12  | 4   | 11  | 15  | 9   | 9   | 11  | 7   | 9   | 13  | 6   | 4    | 7    | Ret  |      |     |     |     |     | 214    | 4°   |
| 2010                                                | Mercedes MGP W01                   | Mercedes FO 108X 2.4 V8                 | B    | Nico Rosberg          | 5   | 5   | 3   | 3   | 13  | 7   | 5   | 6   | 10  | 3   | 8   | Ret | 6   | 5   | 5   | 17† | Ret  | 6    | 4    |      |     |     |     |     | 214    | 4°   |
| 2011                                                | Mercedes MGP W02                   | Mercedes FO 108Y 2.4 V8                 | P    |                       | AUS | MAL | CHN | TUR | ESP | MON | CAN | EUR | GBR | ALE | HUN | BEL | ITA | SIN | JAP | COR | IND  | ABU  | BRA  |      |     |     |     |     | 165    | 4°   |
| 2011                                                | Mercedes MGP W02                   | Mercedes FO 108Y 2.4 V8                 | P    | Michael Schumacher    | Ret | 9   | 8   | 12  | 6   | Ret | 4   | 17  | 9   | 8   | Ret | 5   | 5   | Ret | 6   | Ret | 5    | 7    | 15   |      |     |     |     |     | 165    | 4°   |
| 2011                                                | Mercedes MGP W02                   | Mercedes FO 108Y 2.4 V8                 | P    | Nico Rosberg          | Ret | 12  | 5   | 5   | 7   | 11  | 11  | 7   | 6   | 7   | 9   | 6   | Ret | 7   | 10  | 8   | 6    | 6    | 7    |      |     |     |     |     | 165    | 4°   |
| 2012                                                | Mercedes F1 W03                    | Mercedes FO 108Z 2.4 V8                 | P    |                       | AUS | MAL | CHN | BAR | ESP | MON | CAN | EUR | GBR | ALE | HUN | BEL | ITA | SIN | JAP | COR | IND  | ABU  | EUA  | BRA  |     |     |     |     | 142    | 5º   |
| 2012                                                | Mercedes F1 W03                    | Mercedes FO 108Z 2.4 V8                 | P    | Michael Schumacher    | Ret | 10  | Ret | 10  | Ret | Ret | Ret | 3   | 7   | 7   | Ret | 7   | 6   | Ret | 11  | 13  | 22   | 11   | 12   | 7    |     |     |     |     | 142    | 5º   |
| 2012                                                | Mercedes F1 W03                    | Mercedes FO 108Z 2.4 V8                 | P    | Nico Rosberg          | 12  | 13  | 1   | 5   | 7   | 2   | 6   | 6   | 15  | 10  | 10  | 11  | 7   | 5   | Ret | Ret | 11   | Ret  | 13   | 15   |     |     |     |     | 142    | 5º   |
| 2013                                                | Mercedes F1 W04                    | Mercedes FO 108F 2.4 V8                 | P    |                       | AUS | MAL | CHN | BAR | ESP | MON | CAN | GBR | ALE | HUN | BEL | ITA | SIN | JAP | COR | IND | ABU  | EUA  | BRA  |      |     |     |     |     | 360    | 2°   |
| 2013                                                | Mercedes F1 W04                    | Mercedes FO 108F 2.4 V8                 | P    | Nico Rosberg          | Ret | 4   | Ret | 9   | 6   | 1   | 5   | 1   | 9   | Ret | 4   | 6   | 4   | 8   | 7   | 2   | 3    | 9    | 5    |      |     |     |     |     | 360    | 2°   |
| 2013                                                | Mercedes F1 W04                    | Mercedes FO 108F 2.4 V8                 | P    | Lewis Hamilton        | 5   | 3   | 3   | 5   | 12  | 4   | 3   | 4   | 5   | 1   | 3   | 9   | 5   | Ret | 5   | 6   | 7    | 4    | 9    |      |     |     |     |     | 360    | 2°   |
| 2014                                                | Mercedes F1 W05 Hybrid             | Mercedes PU106A Hybrid 1.6 V6 t         | P    |                       | AUS | MAL | BAR | CHN | ESP | MON | CAN | AUT | GBR | ALE | HUN | BEL | ITA | SIN | JAP | RUS | EUA  | BRA  | ABU  |      |     |     |     |     | 701    | 1º   |
| 2014                                                | Mercedes F1 W05 Hybrid             | Mercedes PU106A Hybrid 1.6 V6 t         | P    | Nico Rosberg          | 1   | 2   | 2   | 2   | 2   | 1   | 2   | 1   | Ret | 1   | 4   | 2   | 2   | Ret | 2   | 2   | 2    | 1    | 14   |      |     |     |     |     | 701    | 1º   |
| 2014                                                | Mercedes F1 W05 Hybrid             | Mercedes PU106A Hybrid 1.6 V6 t         | P    | Lewis Hamilton        | Ret | 1   | 1   | 1   | 1   | 2   | Ret | 2   | 1   | 3   | 3   | Ret | 1   | 1   | 1   | 1   | 1    | 2    | 1    |      |     |     |     |     | 701    | 1º   |
| 2015                                                | Mercedes F1 W06 Hybrid             | Mercedes PU106B Hybrid 1.6 V6 t         | P    |                       | AUS | MAL | CHN | BAR | ESP | MON | CAN | AUT | GBR | HUN | BEL | ITA | SIN | JAP | RUS | EUA | MEX  | BRA  | ABU  |      |     |     |     |     | 703    | 1°   |
| 2015                                                | Mercedes F1 W06 Hybrid             | Mercedes PU106B Hybrid 1.6 V6 t         | P    | Nico Rosberg          | 2   | 3   | 2   | 3   | 1   | 1   | 2   | 1   | 2   | 8   | 2   | 17† | 4   | 2   | Ret | 2   | 1    | 1    | 1    |      |     |     |     |     | 703    | 1°   |
| 2015                                                | Mercedes F1 W06 Hybrid             | Mercedes PU106B Hybrid 1.6 V6 t         | P    | Lewis Hamilton        | 1   | 2   | 1   | 1   | 2   | 3   | 1   | 2   | 1   | 6   | 1   | 1   | Ret | 1   | 1   | 1   | 2    | 2    | 2    |      |     |     |     |     | 703    | 1°   |
| 2016                                                | Mercedes F1 W07 Hybrid             | Mercedes PU106B Hybrid 1.6 V6 t         | P    |                       | AUS | BAR | CHN | RUS | ESP | MON | CAN | EUR | AUT | GBR | HUN | ALE | BEL | ITA | SIN | MAL | JAP  | EUA  | MEX  | BRA  | ABU |     |     |     | 765    | 1°   |
| 2016                                                | Mercedes F1 W07 Hybrid             | Mercedes PU106B Hybrid 1.6 V6 t         | P    | Nico Rosberg          | 1   | 1   | 1   | 1   | Ret | 7   | 5   | 1   | 4   | 3   | 2   | 4   | 1   | 1   | 1   | 3   | 1    | 2    | 2    | 2    | 2   |     |     |     | 765    | 1°   |
| 2016                                                | Mercedes F1 W07 Hybrid             | Mercedes PU106B Hybrid 1.6 V6 t         | P    | Lewis Hamilton        | 2   | 3   | 7   | 2   | Ret | 1   | 1   | 5   | 1   | 1   | 1   | 1   | 3   | 2   | 3   | Ret | 3    | 1    | 1    | 1    | 1   |     |     |     | 765    | 1°   |
| 2017                                                | Mercedes-AMG F1 W08 EQ Power+      | Mercedes M08 EQ Power+ Hybrid 1.6 V6 t  | P    |                       | AUS | CHN | BAR | RUS | ESP | MON | CAN | AZE | AUT | GBR | HUN | BEL | ITA | SIN | MAL | JAP | EUA  | MEX  | BRA  | ABU  |     |     |     |     | 668    | 1°   |
| 2017                                                | Mercedes-AMG F1 W08 EQ Power+      | Mercedes M08 EQ Power+ Hybrid 1.6 V6 t  | P    | Lewis Hamilton        | 2   | 1   | 2   | 4   | 1   | 7   | 1   | 5   | 4   | 1   | 4   | 1   | 1   | 1   | 2   | 1   | 1    | 5    | 4    | 2    |     |     |     |     | 668    | 1°   |
| 2017                                                | Mercedes-AMG F1 W08 EQ Power+      | Mercedes M08 EQ Power+ Hybrid 1.6 V6 t  | P    | Valtteri Bottas       | 3   | 6   | 3   | 1   | DNF | 4   | 2   | 2   | 1   | 2   | 3   | 5   | 2   | 3   | 5   | 4   | 5    | 2    | 2    | 1    |     |     |     |     | 668    | 1°   |
| 2018                                                | Mercedes-AMG F1 W09 EQ Power+      | Mercedes M09 EQ Power+ Hybrid 1.6 V6 t  | P    |                       | AUS | BAR | CHN | AZE | ESP | MON | CAN | FRA | AUT | GBR | ALE | HUN | BEL | ITA | SIN | RUS | JAP  | EUA  | MEX  | BRA  | ABU |     |     |     | 655    | 1°   |
| 2018                                                | Mercedes-AMG F1 W09 EQ Power+      | Mercedes M09 EQ Power+ Hybrid 1.6 V6 t  | P    | Lewis Hamilton        | 2   | 3   | 4   | 1   | 1   | 3   | 5   | 1   | Ret | 2   | 1   | 1   | 2   | 1   | 1   | 1   | 1    | 3    | 4    | 1    | 1   |     |     |     | 655    | 1°   |
| 2018                                                | Mercedes-AMG F1 W09 EQ Power+      | Mercedes M09 EQ Power+ Hybrid 1.6 V6 t  | P    | Valtteri Bottas       | 8   | 2   | 2   | 14† | 2   | 5   | 2   | 7   | Ret | 4   | 2   | 5   | 4   | 3   | 4   | 2   | 2    | 5    | 5    | 5    | 5   |     |     |     | 655    | 1°   |
| 2019                                                | Mercedes-AMG F1 W10 EQ Power+      | Mercedes M10 EQ Power+ Hybrid 1.6 V6 t  | P    |                       | AUS | BAR | CHN | AZE | ESP | MON | CAN | FRA | AUT | GBR | ALE | HUN | BEL | ITA | SIN | RUS | JAP  | MEX  | EUA  | BRA  | ABU |     |     |     | 739    | 1°   |
| 2019                                                | Mercedes-AMG F1 W10 EQ Power+      | Mercedes M10 EQ Power+ Hybrid 1.6 V6 t  | P    | Lewis Hamilton        | 2   | 1   | 1   | 2   | 1   | 1   | 1   | 1   | 5   | 1   | 9   | 1   | 2   | 3   | 4   | 1   | 3    | 1    | 2    | 7    | 1   |     |     |     | 739    | 1°   |
| 2019                                                | Mercedes-AMG F1 W10 EQ Power+      | Mercedes M10 EQ Power+ Hybrid 1.6 V6 t  | P    | Valtteri Bottas       | 1   | 2   | 2   | 1   | 2   | 3   | 4   | 2   | 3   | 2   | Ret | 8   | 3   | 2   | 5   | 2   | 1    | 3    | 1    | Ret  | 4   |     |     |     | 739    | 1°   |
| 2020                                                | Mercedes-AMG F1 W11 EQ Performance | Mercedes F1 M11 EQ Performance 1.6 V6 t | P    |                       | AUT | EST | HUN | GBR | 70  | ESP | BEL | ITA | TOS | RUS | EIF | POR | EMI | TUR | BAR | SKH | ABU  |      |      |      |     |     |     |     | 573    | 1°   |
| 2020                                                | Mercedes-AMG F1 W11 EQ Performance | Mercedes F1 M11 EQ Performance 1.6 V6 t | P    | Lewis Hamilton        | 4   | 1   | 1   | 1   | 2   | 1   | 1   | 7   | 1   | 3   | 1   | 1   | 1   | 1   | 1   | NP  | 3    |      |      |      |     |     |     |     | 573    | 1°   |
| 2020                                                | Mercedes-AMG F1 W11 EQ Performance | Mercedes F1 M11 EQ Performance 1.6 V6 t | P    | George Russell        |     |     |     |     |     |     |     |     |     |     |     |     |     |     |     | 9   |      |      |      |      |     |     |     |     | 573    | 1°   |
| 2020                                                | Mercedes-AMG F1 W11 EQ Performance | Mercedes F1 M11 EQ Performance 1.6 V6 t | P    | Valtteri Bottas       | 1   | 2   | 3   | 11  | 3   | 3   | 2   | 5   | 2   | 1   | Ret | 2   | 2   | 14  | 8   | 8   | 2    |      |      |      |     |     |     |     | 573    | 1°   |
| 2021                                                | Mercedes-AMG F1 W12 E Performance  | Mercedes F1 M12 E Performance 1.6 V6 t  | P    |                       | BAR | EMI | POR | ESP | MON | AZE | FRA | EST | AUT | GBR | HUN | BEL | PBS | ITA | RUS | TUR | EUA  | CMX  | SAO  | CAT  | ARA | ABU |     |     | 613,5  | 1.º  |
| 2021                                                | Mercedes-AMG F1 W12 E Performance  | Mercedes F1 M12 E Performance 1.6 V6 t  | P    | Lewis Hamilton        | 1   | 2   | 1   | 1   | 7   | 15  | 2   | 2   | 4   | 1²  | 2   | 3   | 2   | Ret | 1   | 5   | 2    | 2    | 1    | 1    | 1   | 2   |     |     | 613,5  | 1.º  |
| 2021                                                | Mercedes-AMG F1 W12 E Performance  | Mercedes F1 M12 E Performance 1.6 V6 t  | P    | Valtteri Bottas       | 3   | Ret | 3   | 3   | Ret | 12  | 4   | 3   | 2   | 3³  | Ret | 12  | 3   | 3¹  | 5   | 1   | 6    | 15   | 3¹   | Ret  | 3   | 6   |     |     | 613,5  | 1.º  |
| 2022                                                | Mercedes-AMG F1 W13 E Performance  | Mercedes F1 M13 E Performance 1.6 V6 t  | P    |                       | BAR | ARA | AUS | EMI | MIA | ESP | MON | AZE | CAN | GBR | AUT | FRA | HUN | BEL | PBS | ITA | SIN  | JAP  | EUA  | CMX  | SAO | ABU |     |     | 515    | 3.º  |
| 2022                                                | Mercedes-AMG F1 W13 E Performance  | Mercedes F1 M13 E Performance 1.6 V6 t  | P    | Lewis Hamilton        | 3   | 10  | 4   | 13  | 6   | 5   | 8   | 4   | 3   | 3   | 38  | 2   | 2   | Ret | 4   | 5   | 9    | 5    | 2    | 2    | 2   | 18† |     |     | 515    | 3.º  |
| 2022                                                | Mercedes-AMG F1 W13 E Performance  | Mercedes F1 M13 E Performance 1.6 V6 t  | P    | George Russell        | 4   | 5   | 3   | 4   | 5   | 3   | 5   | 3   | 4   | Ret | 4   | 3   | 3   | 4   | 2   | 3   | 14   | 8    | 5    | 4    | 1   | 5   |     |     | 515    | 3.º  |
| 2023                                                | Mercedes-AMG F1 W14 E Performance  | Mercedes F1 M14 E Performance 1.6 V6 t  | P    |                       | BAR | ARS | AUS | AZE | MIA | MON | ESP | CAN | AUT | GBR | HUN | BEL | PBS | ITA | SIN | JAP | CAT  | EUA  | MEX  | SAP  | LAS | ABU |     |     | 409    | 2.º  |
| 2023                                                | Mercedes-AMG F1 W14 E Performance  | Mercedes F1 M14 E Performance 1.6 V6 t  | P    | Lewis Hamilton        | 5   | 5   | 2   | 67  | 6   | 4   | 2   | 3   | 8   | 3   | 4   | 47  | 6   | 6   | 3   | 5   | Ret5 | DSQ2 | 2    | 87   | 7   | 9   |     |     | 409    | 2.º  |
| 2023                                                | Mercedes-AMG F1 W14 E Performance  | Mercedes F1 M14 E Performance 1.6 V6 t  | P    | George Russell        | 7   | 4   | Ret | 84  | 4   | 5   | 3   | Ret | 78  | 5   | 6   | 68  | 17  | 5   | 16† | 7   | 4    | 58   | 6    | Ret4 | 8   | 3   |     |     | 409    | 2.º  |
| 2024                                                | Mercedes-AMG F1 W15 E Performance  | Mercedes F1 M15 E Performance 1.6 V6 t  | P    |                       | BAR | SAU | AUS | JAP | CHN | MIA | EMI | MON | CAN | ESP | AUT | GBR | HUN | BEL | NED | ITA | AZE  | SIN  | EUA  | MEX  | SAP | LAS | QAT | ABU | 468    | 4.º  |
| 2024                                                | Mercedes-AMG F1 W15 E Performance  | Mercedes F1 M15 E Performance 1.6 V6 t  | P    | Lewis Hamilton        | 7   | 9   | Ret | 9   | 92  | 6   | 6   | 7   | 4   | 3   | 46  | 1   | 3   | 1   | 8   | 5   | 9    | 6    | Ret6 | 4    | 10  | 2   | 126 | 4   | 468    | 4.º  |
| 2024                                                | Mercedes-AMG F1 W15 E Performance  | Mercedes F1 M15 E Performance 1.6 V6 t  | P    | George Russell        | 5   | 6   | 17† | 7   | 68  | 8   | 7   | 5   | 3   | 4   | 14  | Ret | 8   | DSQ | 7   | 7   | 3    | 4    | 65   | 5    | 46  | 1   | 43  | 5   | 468    | 4.º  |
| 2025*                                               | Mercedes-AMG F1 W16 E Performance  | Mercedes F1 M16 E Performance 1.6 V6 t  | P    |                       | AUS | CHN | JAP | BAR | SAU | MIA | EMI | MON | ESP | CAN | AUT | GBR | BEL | HUN | NED | ITA | AZE  | SIN  | EUA  | MEX  | SAP | LAS | QAT | ABU | 236    | 2    |
| 2025*                                               | Mercedes-AMG F1 W16 E Performance  | Mercedes F1 M16 E Performance 1.6 V6 t  | P    | Andrea Kimi Antonelli | 4   | 67  | 6   | 11  | 6   | 67  | Ret | 18  | Ret | 3   | Ret | Ret |     | 10  |     |     |      |      |      |      |     |     |     |     | 236    | 2    |
| 2025*                                               | Mercedes-AMG F1 W16 E Performance  | Mercedes F1 M16 E Performance 1.6 V6 t  | P    | George Russell        | 3   | 34  | 5   | 2   | 5   | 34  | 7   | 11  | 4   | 1   | 5   | 10  | 512 | 3   |     |     |      |      |      |      |     |     |     |     | 236    | 2    |

Notas
(*) Temporada ainda em andamento.
Negrito – Pole
Itálico – Melhor volta
Ret = Não completou a prova.
† – O piloto não completou a prova, mas foi classificado por ter concluído 90% ou mais da prova.
** Fangio disputou os Grandes Prêmios da Argentina e da Bélgica pela Maserati

## Academia de Jovens Pilotos
A Mercedes possui atualmente oito jovens pilotos ligados a sua Academia. Dentre todos os que já passaram por ela, apenas George Russell e Andrea Kimi Antonelli conseguiram correr na F1 pela Mercedes, com Antonelli sendo o único que foi promovido diretamente para a equipe alemã. Esteban Ocon e Pascal Wehrlein também correram na Fórmula 1, mas nunca foram titulares pela Mercedes na categoria.

### Pilotos Atuais
| Piloto              | Ano de Ingresso | Categoria atual                                                                                          | Titulos como piloto da Academia da Mercedes                                                                              |
| ------------------- | --------------- | --- | --- |
| Alex Powell         | 2019–           | Campeonato de Fórmula 4 do Oriente Médio Campeonato Italiano de Fórmula 4 Campeonato Euro 4              | ROK Cup Superfinal - Mini ROK 24° South Garda Winter Cup - Mini ROK WSK Final Cup - 60 Mini Champions of the Future - OK |
| Frederik Vesti      | 2021–           | IMSA SportsCar Championship                                                                              | Nenhum |
| Yuanpu Cui          | 2021-           | Campeonato GB3 Campeonato de Fórmula Regional do Oriente Médio                                           | Nenhum |
| Luna Fluxá          | 2022-           | Kart (OK)                                                                                                | Nenhum |
| Kenzo Craigie       | 2023-           | Kart (OK)                                                                                                | Nenhum |
| Doriane Pin         | 2024-           | Fórmula 4 do Oriente Médio F1 Academy IMSA SportsCar Championship Campeonato Mundial de Endurance da FIA | Nenhum |
| James Anagnostiadis | 2024-           | Kart (OK)                                                                                                | Nenhum |
| Ethan Jeff-Hall     | 2025-           | Fórmula 4 Britânica                                                                                      | Nenhum |

### Pilotos anteriores
| Piloto                | Anos      | Categoria Atual   | Titulos como piloto da Academia da Mercedes |
| --------------------- | --------- | ----------------- | --- |
| Pascal Wehrlein       | 2014–2018 | Formula E         | Deutsche Tourenwagen Masters de 2015 |
| Esteban Ocon          | 2015–2019 | Fórmula 1         | GP3 Series de 2015 |
| George Russell        | 2017–2021 | Fórmula 1         | Campeonato de Fórmula 2 de 2018 GP3 Series de 2017 |
| Andrea Kimi Antonelli | 2018–2024 | Fórmula 1         | CIK-FIA European Championship - OK WSK Euro Series - OK WSK Super Master Series - OKJ24° South Garda Winter Cup - OKJ WSK Euro Series - OKJ ROK Cup International Final - Mini ROK Campeonato Italiano de Fórmula 4 de 2022 ADAC Fórmula 4 de 2022 Campeonato de Fórmula Regional do Oriente Médio de 2023 Campeonato de Fórmula Regional Europeia de 2023 |
| Paul Aron             | 2019–2023 | Reserva da Alpine | Nenhum |
| Daniel Guinchard      | 2022      | Campeonato GB4    | Nenhum |

## Vitórias por pilotos
| Pilotos            | Vitórias |
| ------------------ | -------- |
| Lewis Hamilton     | 84       |
| Nico Rosberg       | 23       |
| Valtteri Bottas    | 10       |
| Juan Manuel Fangio | 8        |
| George Russell     | 4        |
| Stirling Moss      | 1        |